# Sarrebruck
 (mars 2018).
Si vous disposez d'ouvrages ou d'articles de référence ou si vous connaissez des sites web de qualité traitant du thème abordé ici, merci de compléter l'article en donnant les références utiles à sa vérifiabilité et en les liant à la section « Notes et références ».
Sarrebruck (/saʁbʁyk/, en allemand : Saarbrücken /zaːɐ̯ˈbʁʏkn̩/ , localement Saabrigge ) est la capitale du Land de la Sarre, le plus petit État allemand — villes-Länder exceptées — en surface et en population, quoique très densément peuplé, et une des seize capitales d’État de la République fédérale d'Allemagne.
La ville est le principal centre économique, universitaire et culturel de la Sarre et de ses environs. Sa population dépasse les 180 000 habitants (183 663 au 31 décembre 2017). La communauté urbaine de Sarrebruck compte environ 350 000 habitants. L'eurodistrict de Sarrebruck-Forbach avoisine les 700 000 habitants.
Sarrebruck est un nœud de communication, desservi par les autoroutes françaises A4 (vers Paris) via A320 et allemandes A1 (Cologne), A6 (Luxembourg, Mannheim) et A8, par le TGV/ICE sur la ligne Paris - Francfort, par les trains régionaux français et allemands et par l'aéroport de Sarrebruck.
L'histoire originale de la Sarre au XXe siècle fit de Sarrebruck une capitale d'État à plusieurs reprises. La Sarre ayant rejoint la république fédérale d'Allemagne en 1957, Sarrebruck est devenue capitale fédérale de Land à la même date.
Longtemps tournée vers les industries lourdes, située au centre d'un important bassin charbonnier, la ville connut un développement important pendant les deux premières révolutions industrielles mais aussi un contre-coup à partir des années 1980. Aujourd'hui Sarrebruck s'oriente vers de nouvelles activités industrielles (chimie, construction, agro-alimentaire) et compte restructurer profondément son centre-ville pour le rendre plus attractif.
Sarrebruck entretient des relations privilégiées avec Metz, Nancy et Luxembourg, les trois autres villes de la Grande Région. Elle a participé au programme de l'année européenne de la capitale de la culture 2007. C’est également une ville qui se veut bilingue, car les autorités de la Sarre veulent que la moitié des habitants parlent français d'ici vingt ans.[Quand ?][réf. nécessaire]

## Toponymie
Sarrebruck (Sarabrucca) ne doit pas son nom aux ponts (en allemand : Brücke, pluriel : Brücken) au-dessus de la Sarre comme on pourrait croire, car les premières mentions du lieu datent d'une époque où il n'y avait pas encore de pont sur la Sarre (le premier pont, l'Alte Brücke a été construit 500 ans après la première mention du nom). En réalité, le nom Sarrebruck vient probablement[réf. nécessaire] de l'ancien nom de la forteresse située sur un rocher (= Brocken) de Sarabrucca. Ce rocher porte aujourd'hui le château de Sarrebruck.
La ville est appelée Saarbrücken en allemand et en néerlandais, Saa(r)brigge ou Saa(r)bricke en francique rhénan, Saa(r)brekgen en francique mosellan[réf. à confirmer],[réf. à confirmer] et Saarbrécken en luxembourgeois.

## Géographie

### Situation

#### Localisation
Sarrebruck est située dans le sud de la Sarre et sur la rivière éponyme Sarre. La ville est bordée par la Lorraine. Sarrebruck est distante de 392 kilomètres de Paris et 728 kilomètres de Berlin par la route (et non à vol d'oiseau). Elle est située à 184 kilomètres de Francfort, à 258 kilomètres de Cologne et à 308 kilomètres de Bruxelles. Les autres villes proches sont Metz (69 km), Luxembourg (99 km), Strasbourg (119 km), Nancy (121 km), et Mannheim (134 km).
Directement située à la frontière franco-allemande, Sarrebruck entretient des rapports très étroits avec le département français de la Moselle : il existe ainsi une « Eurozone » entre Forbach et Sarrebruck, le TER (Train Express Régional) Metz-Sarrebruck a été cofinancé par la Lorraine et la Sarre, le tramway de Sarrebruck s'arrête également à Sarreguemines. Sarrebruck est également reliée à Strasbourg par TER.
Sarrebruck est à 110 min de Paris en ICE et à 2 h de Francfort.
À la croisée géographique et historique de la France et de l'Allemagne, Sarrebruck abrite de nombreuses institutions franco-allemandes, notamment le lycée franco-allemand, l'université franco-allemande (fondée en 1999) ainsi que la Chambre de commerce française en Allemagne.
De nombreux industriels français sont également présents à Sarrebruck, par exemple Peugeot et Saint-Gobain.

#### Climat
Sarrebruck a un climat continental tempéré avec un niveau annuel de précipitations de 796 mm avec un maximum mensuel en décembre (61 mm). La température annuelle moyenne est de 9 °C, avec une moyenne de 16,9 °C de juin à août (les mois les plus chauds) 1 °C de décembre à février (les mois les plus froids).
Les hivers sont rigoureux avec des précipitations neigeuses occasionnelles. Les étés sont chauds et peuvent être caniculaires.
| Mois                              | jan. | fév. | mars | avril | mai  | juin | jui. | août | sep. | oct. | nov. | déc. |
| --------------------------------- | ---- | ---- | ---- | ----- | ---- | ---- | ---- | ---- | ---- | ---- | ---- | ---- |
| Température minimale moyenne (°C) | −1   | −1   | 2    | 4     | 8    | 11   | 13   | 13   | 10   | 7    | 2    | 0    |
| Température maximale moyenne (°C) | 3    | 4    | 9    | 13    | 18   | 21   | 23   | 23   | 19   | 14   | 7    | 4    |
| Précipitations (mm)               | 54,4 | 42,1 | 38,6 | 38,1  | 46,5 | 49,3 | 50,6 | 40,3 | 39,7 | 52,9 | 59,9 | 61,3 |

#### Site
Sarrebruck est située dans une vallée traversée par la Sarre et bordée par de nombreuses collines et terrasses. Au nord de la ville débute une longue série de collines de moyenne altitude, tandis qu’au sud la ville est limitée par la forêt domaniale et ses massifs de grès. À l’ouest débute le Warndt.
Le point le moins élevé — l’écluse de Luisenthal — est à 178,5 mètres au-dessus du niveau de la mer, tandis que le point le plus élevé — le Steinkopf, au nord de l’aéroport — culmine à 401 mètres.

### Urbanisme

#### Projets urbains

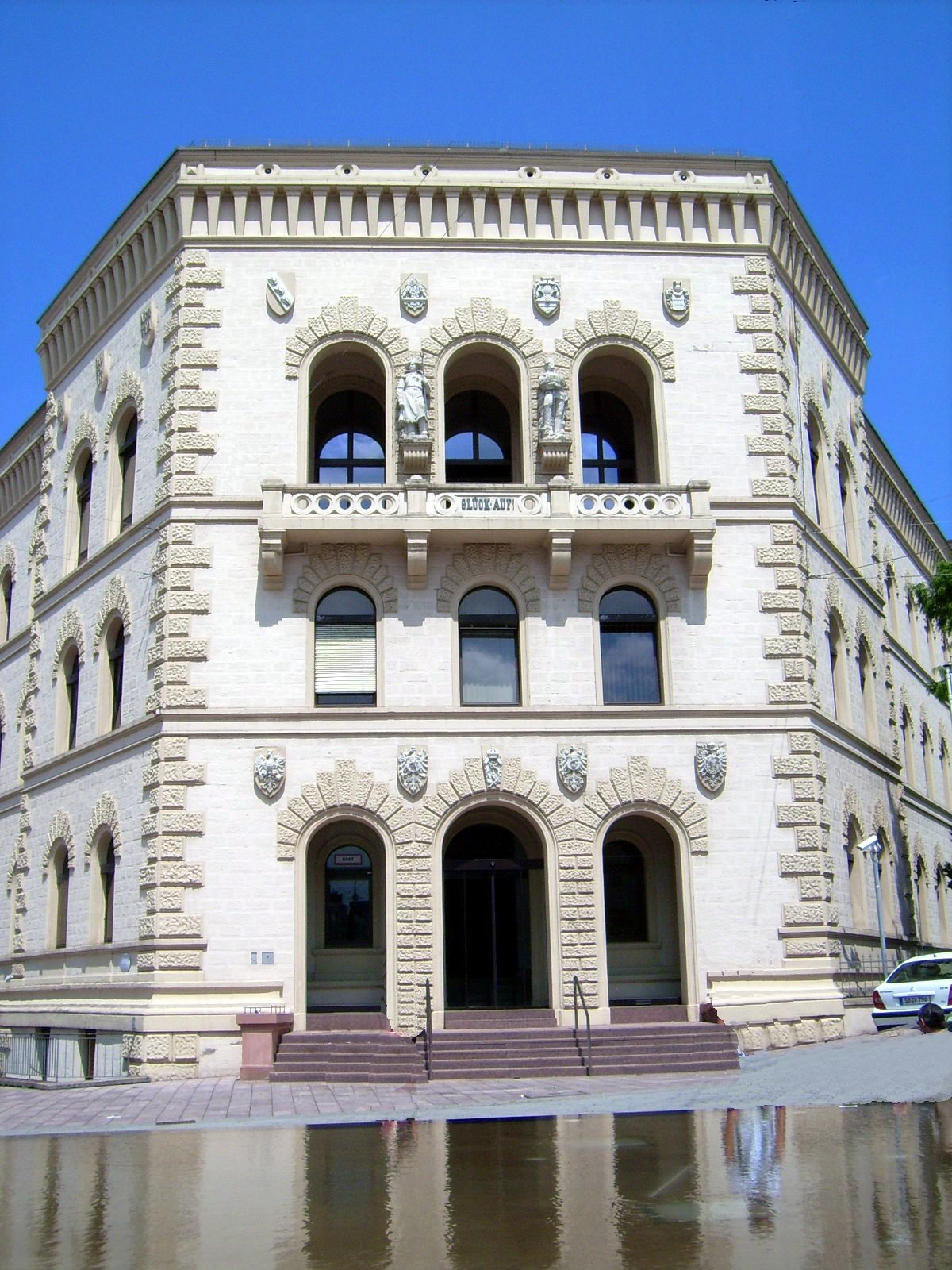
Ancien siège des charbonnages sarrois.

- Stadtmitte am Fluss : mise en souterrain de l'autoroute urbaine et aménagement des berges de la Sarre[5].
- Transformation du centre commercial Saar Galerie : la Saar Galerie intègre l'ancien bâtiment de la direction des mines (Bergwerkdirektion). Le nouveau centre commercial Europa Galerie a une superficie de 25 000 m2 sur trois niveaux. Début des travaux en 2008 ; ouverture en octobre 2010.
- Nouvelles rues piétonnes : les rues Sulzbachstr., Rotenhofstr., Futterstr., Lampertstr. et Passagestr. deviendront piétonnes d'ici 2010.
- Urban II : Ce projet européen vise à réhabiliter et à désenclaver les quartiers sensibles selon plusieurs axes : développement économique et culturel, renforcement du dispositif d'insertion socio-professionnelle, rénovation des habitations et des espaces verts[6].

## Histoire

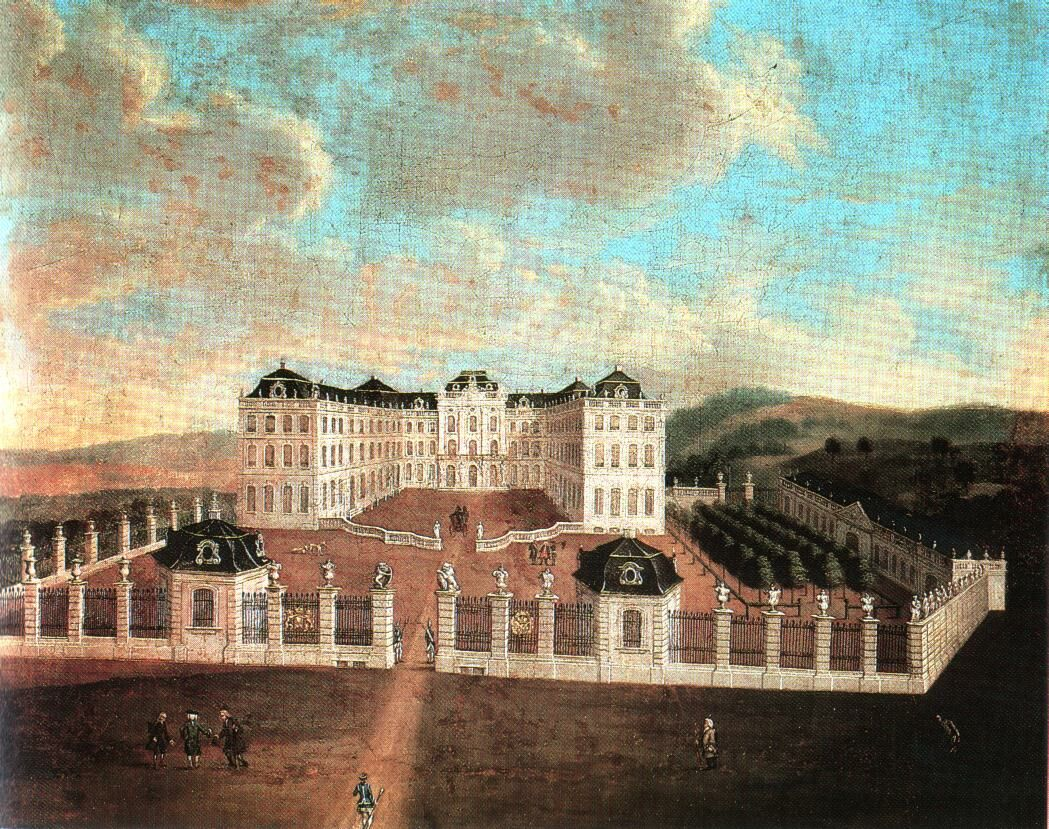
Château de Sarrebruck.

| Appartenances historiques Comté de Sarrebruck 1080-1391 Nassau-Sarrebruck 1391-1797 République cisrhénane (Sarre) 1797-1802 République française (Sarre) 1802-1804 Empire français (Sarre) 1804-1815 Royaume de Prusse (Grand-duché du Bas-Rhin) 1815-1822 Royaume de Prusse (Province de Rhénanie) 1822-1918 Empire allemand (Province de Rhénanie) 1871-1918 République de Weimar 1918-1920 Territoire du bassin de la Sarre 1920-1935 Reich allemand 1935-1945 Allemagne occupée 1945-1947 Protectorat de Sarre 1947-1957 Allemagne 1957-présent |

### Antiquité
Sarrebruck est mentionnée pour la première fois en 999. Son origine remonte cependant à l'époque des Celtes et des Romains. Au cours du Ier siècle, les Romains érigèrent un Vicus, qui se trouvait au point d'intersection des routes Metz - Worms et Trèves - Strasbourg.
- Le mithraeum de Sarrebruck (IIIe et IVe siècles)

### Ancien Régime
Au Moyen Âge, Sarrebruck devient la capitale d'un comté du même nom, formé au XIe siècle à partir du Saargau. Possession de la maison de Nassau-Weilbourg (branche de Nassau-Sarrebruck) de 1381 jusqu'à la Révolution française. L'église Saint-Arnual, située dans le quartier de même nom, abrite les tombeaux des comtes, puis princes de Nassau.
Au XVIIIe siècle, la comte Guillaumme Henri (Wilhelm Heinrich) commande à l'architecte Stengel de nombreux monuments, dont le château, la Ludwigskirche et la basilique St-Johann. Une période de construction intensive commença, qui donna à la ville la physionomie d'une résidence princière. Influencé par Palladio, Stengel créa de magnifiques ouvrages de style baroque classique.

### Révolution française

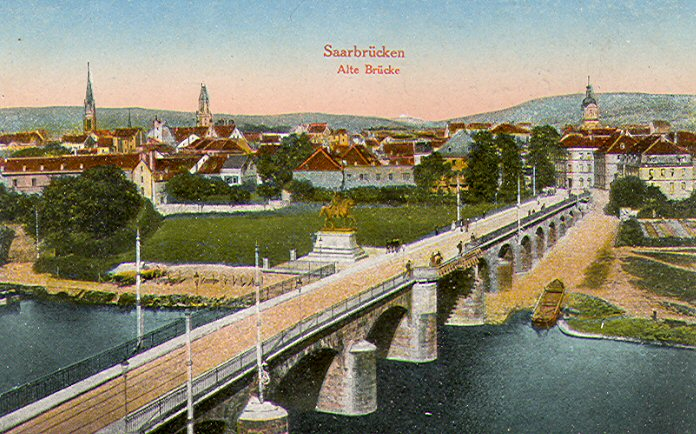
Pont Vieux.

Les troupes de l'armée révolutionnaire française occupent Sarrebruck en 1793. Par les traités de Campo Formio (1797) et de Lunéville (1801), la rive gauche du Rhin est donnée à la République française (puis à l'Empire). Sarrebruck devient française et n'est plus une ville frontalière.
Sarrebruck restera française jusqu'en 1815 : les Sarrebruckois, devenus Français, bénéficient donc des mêmes droits civiques que les autres citoyens français. Sarrebruck fait alors partie du département français de la Sarre dont le chef-lieu est Trèves.

### Prusse

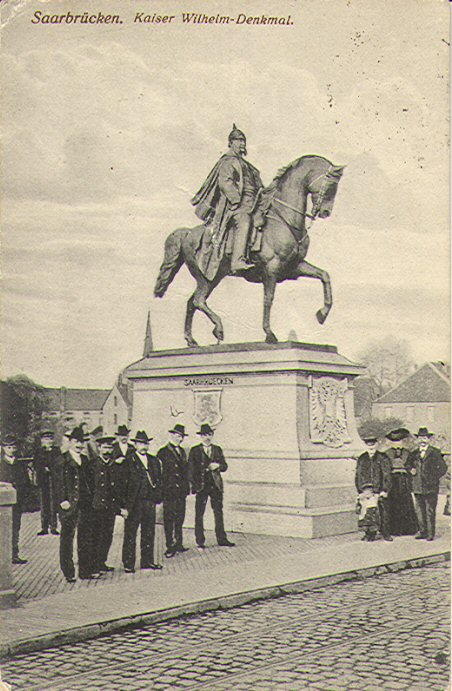
Monument à l'empereur Guillaume Ier.

En 1815, le congrès de Vienne donne la rive gauche du Rhin au royaume de Prusse. Sarrebruck devient prussienne et frontalière. Au cours du XIXe siècle, la ville bâtit sa prospérité sur la révolution industrielle et la production d'acier. L'UNESCO a d'ailleurs classé comme patrimoine de l'humanité une aciérie de Völklingen, située à une dizaine de kilomètres de la ville.

### Guerre de 1870
Après la déclaration de guerre par la France le 19 juillet 1870, les troupes prussiennes se retirent d'abord de Sarrebruck ; les Français prennent la ville. Ces derniers construisent alors des postes fortifiés sur les hauteurs de Spicheren qui surplombent Sarrebruck. Cette victoire — bien que sans réelle influence sur l'issue du conflit — sera très exploitée par la propagande française. Le 6 août, les troupes prussiennes donnent l'assaut (9 000 morts - trois fois plus de pertes côté allemand) : les Prussiens gagnent la bataille et reprennent la ville. Victorieux, le roi de Prusse Guillaume Ier est proclamé empereur allemand dans la galerie des Glaces du château de Versailles. Le traité de Francfort donne la Lorraine Germanophone ainsi que Metz et sa région au nouvel empire. Sarrebruck n'est plus une ville frontalière.

### Fusion de Sarrebruck, Saint-Jean et Malstatt
Le 5 décembre 1908, les villes jusqu'alors indépendantes de Sarrebruck, Saint-Jean (en allemand : Sankt Johann) et Malstatt-Burbach décident de fusionner au 1er janvier 1909. Cet acte donne naissance à la ville actuelle. Au 1er janvier 1909, la ville nouvellement formée compte 105 000 habitants et est la 5e ville allemande à l'ouest du Rhin. L'ancienne ville de Sarrebruck prend le nom de Vieux-Sarrebruck (en allemand : Alt-Saarbrücken).

### Traité de Versailles
En 1914 éclate la Première guerre mondiale. Vaincue, l'Allemagne cède l'Alsace-Lorraine à la France dès la signature de l'Armistice. Sarrebruck redevient une ville frontalière. Après le traité de Versailles de 1919, le territoire de la Sarre est placé sous administration internationale pour 15 ans, administré par la Société des Nations sous contrôle français. Sarrebruck devient la capitale de ce territoire controversé.

### 1935-1945

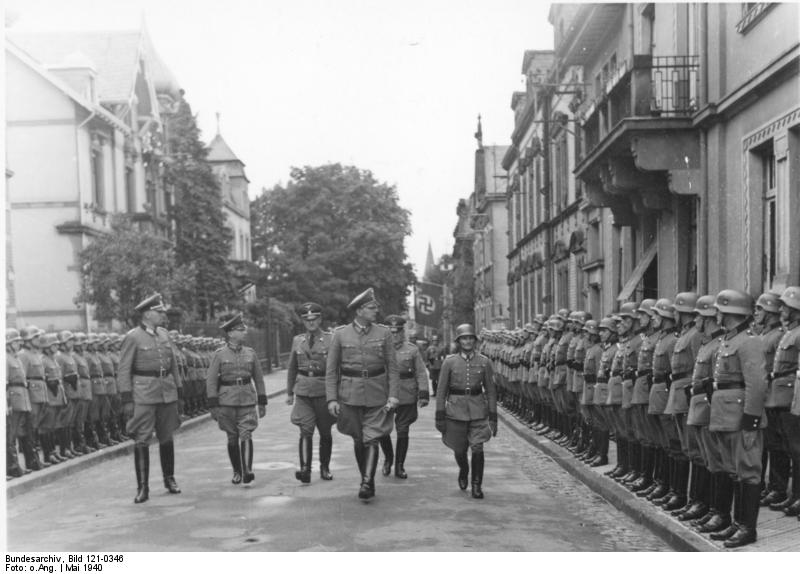
Défilé nazi 1940.

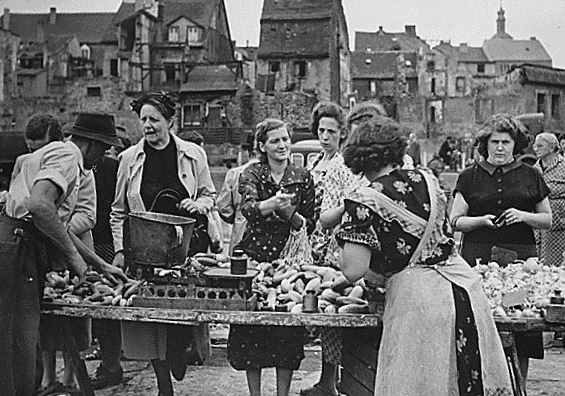
Jour de marché à Sarrebruck peu de temps après la Seconde Guerre mondiale.

En 1935, sous l'influence de la propagande nazie et sans que la France ne fasse rien pour convaincre les Sarrois de voter pour le rattachement à la République, la population se prononce à 90 % pour l'adhésion à l'Allemagne. La même année Élisabeth Pitz, Miss Lorraine d'origine Sarroise, est élue Miss France ce qui provoque une polémique. La jeune femme renonce à son titre. Entre 1937 et 1938, le Troisième Reich fait construire le théâtre national de la Sarre et agrandir la prison, pour récompenser la ville de son vote massif en faveur du rattachement au Reich.
En 1940, la France est vaincue en quelques semaines par l'armée du Troisième Reich. Le département français de la Moselle est rattaché de fait à la région (Gau) dont Sarrebruck est le chef-lieu et qui prend le nom de Gau Westmark. Le camp de torture de Neue Bremm se trouvait dans cette localité. La prison d'avant-guerre reçoit de très nombreux déportés français Nacht und Nebel. Après jugement par la chambre itinérante (2e Sénat) du Volksgerichtshof, les condamnés sont répartis entre des bagnes comme Sonnenburg ou des camps comme Sachsenhausen et Dachau.
Au cours de la Seconde Guerre mondiale, Sarrebruck a été bombardée à plusieurs reprises par les Alliés. La vieille ville a été presque entièrement détruite. Entre 1942 et 1945 au total 11 000 bâtiments ont été détruits et plus de 1 200 personnes ont été tuées.

### Après-guerre: la Sarre indépendante (1947-1956)
Le protectorat d'après-guerre permit aux autorités militaires françaises d'administrer la Sarre, ce qui fit qu'elle n’était plus officiellement incluse dans la zone d’occupation française en Allemagne. Elle ne fit donc plus partie de l’Allemagne dès décembre 1947 et se dota d’une constitution le 15 décembre 1947. Le territoire sarrois est alors reconnu comme indépendant au sein des institutions internationales.
Anecdotes peu connues :
- des timbres sarrois ont été mis en circulation ainsi qu’une monnaie spécifique, le franc sarrois (Saar-Franken) de 1954 à 1957 ;
- en 1954, la sélection de Sarre affronta même l’équipe de la République fédérale d’Allemagne (RFA) lors des tours préliminaires de la Coupe du monde de football ;
- la France a proposé Sarrebruck comme future capitale européenne à condition que la Sarre reste indépendante, mais à la suite du deuxième référendum du 23 octobre 1955 (réunification de la Sarre avec la RFA), le projet est entériné pour Strasbourg et Bruxelles. De cet épisode subsiste encore le projet d'ambassade française en Sarre (l'actuel ministère de l'éducation sarrois).

### RFA
Après son intégration à la RFA, Sarrebruck devient capitale du Land de Sarre, le 11e des Länder allemands. En 1974, dans le cadre de la réforme des communes, 11 localités sont intégrées à Sarrebruck, ce qui doublera quasiment la population de la ville.

## Culture et patrimoine

### Lieux et monuments
Sarrebruck compte un grand nombre de curiosités. La ville est caractérisée par de nombreux ouvrages érigés par l’architecte baroque Friedrich-Joachim Stengel.

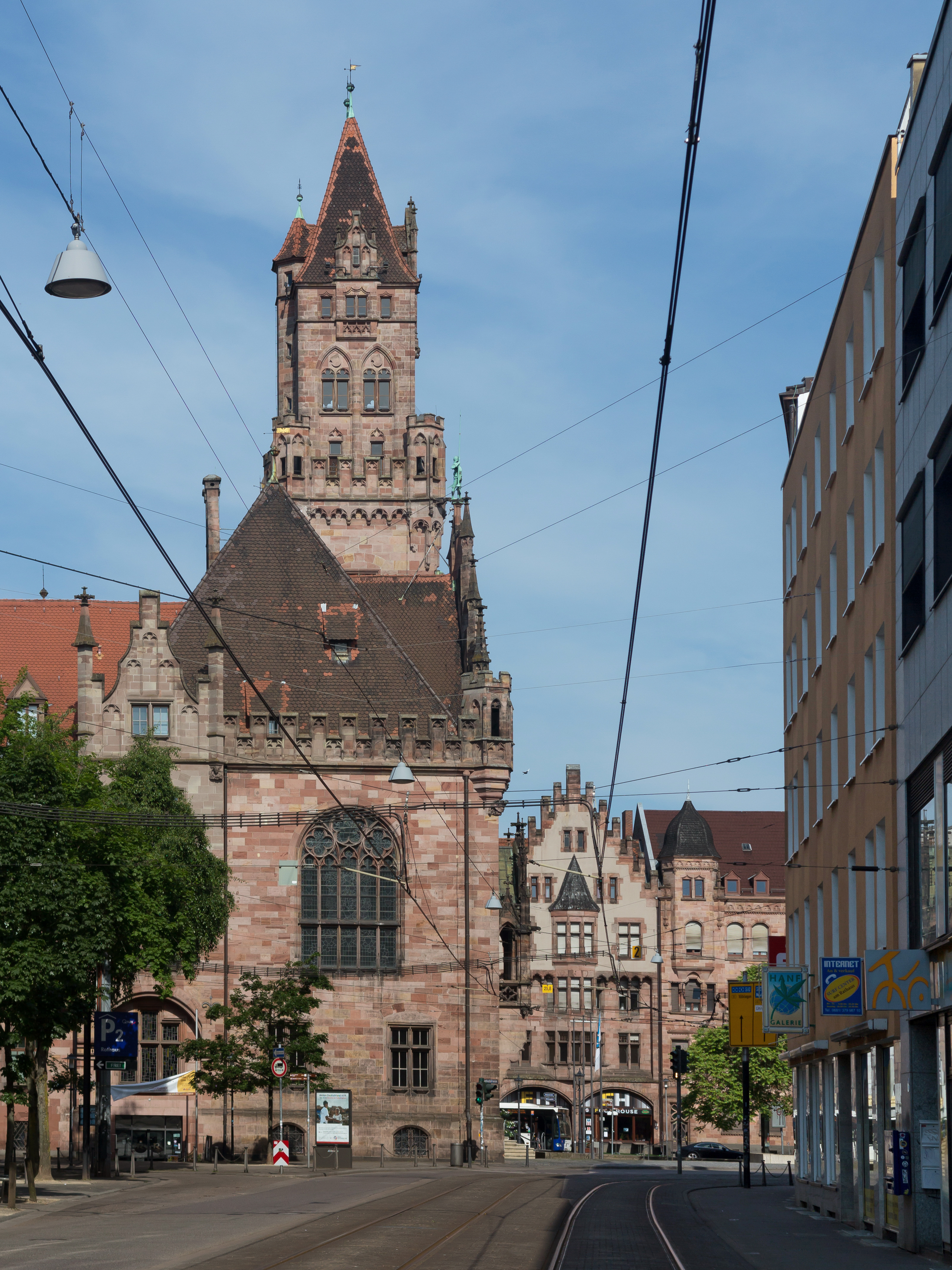
L'hôtel de ville.
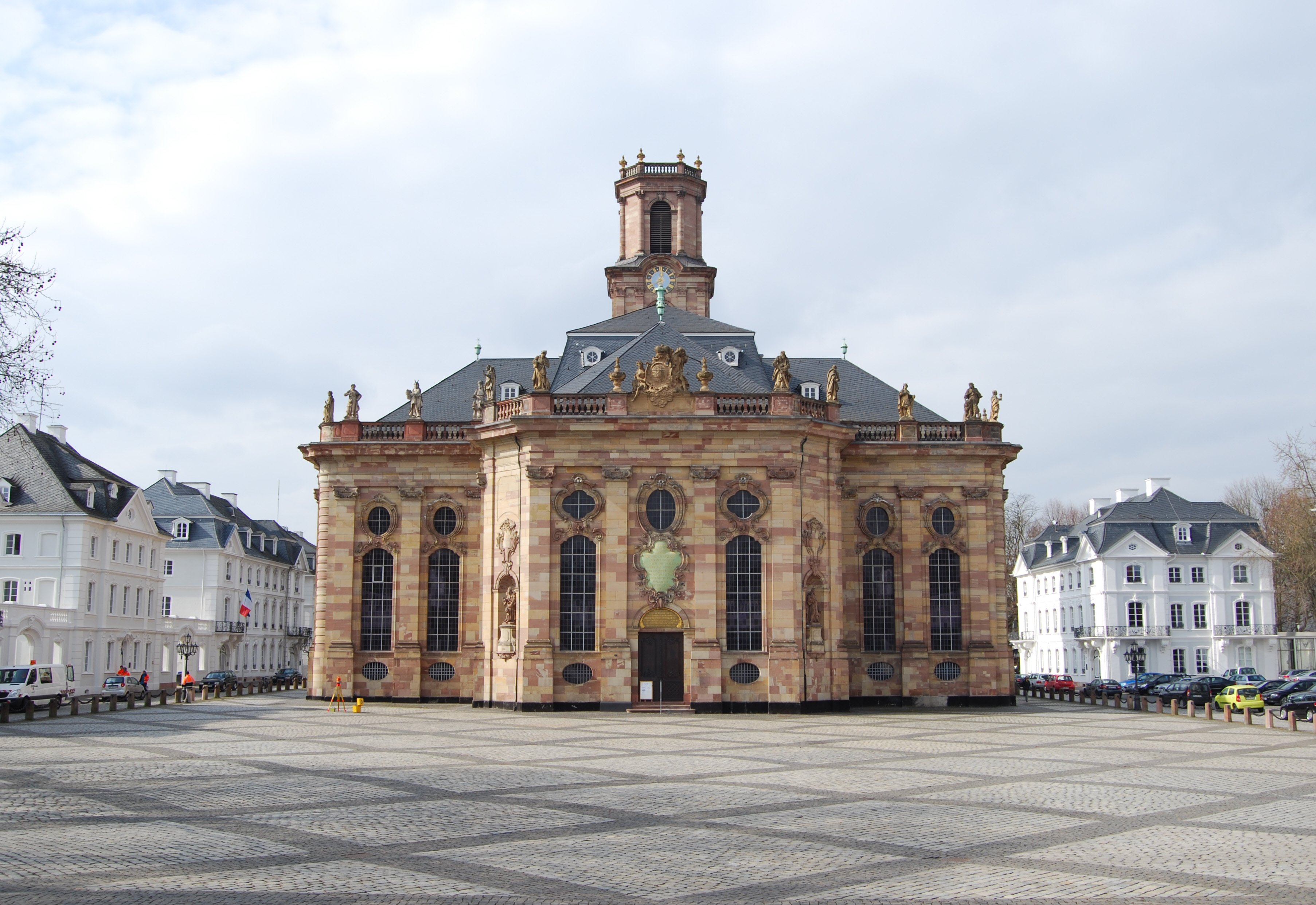
L'église du prince Louis.
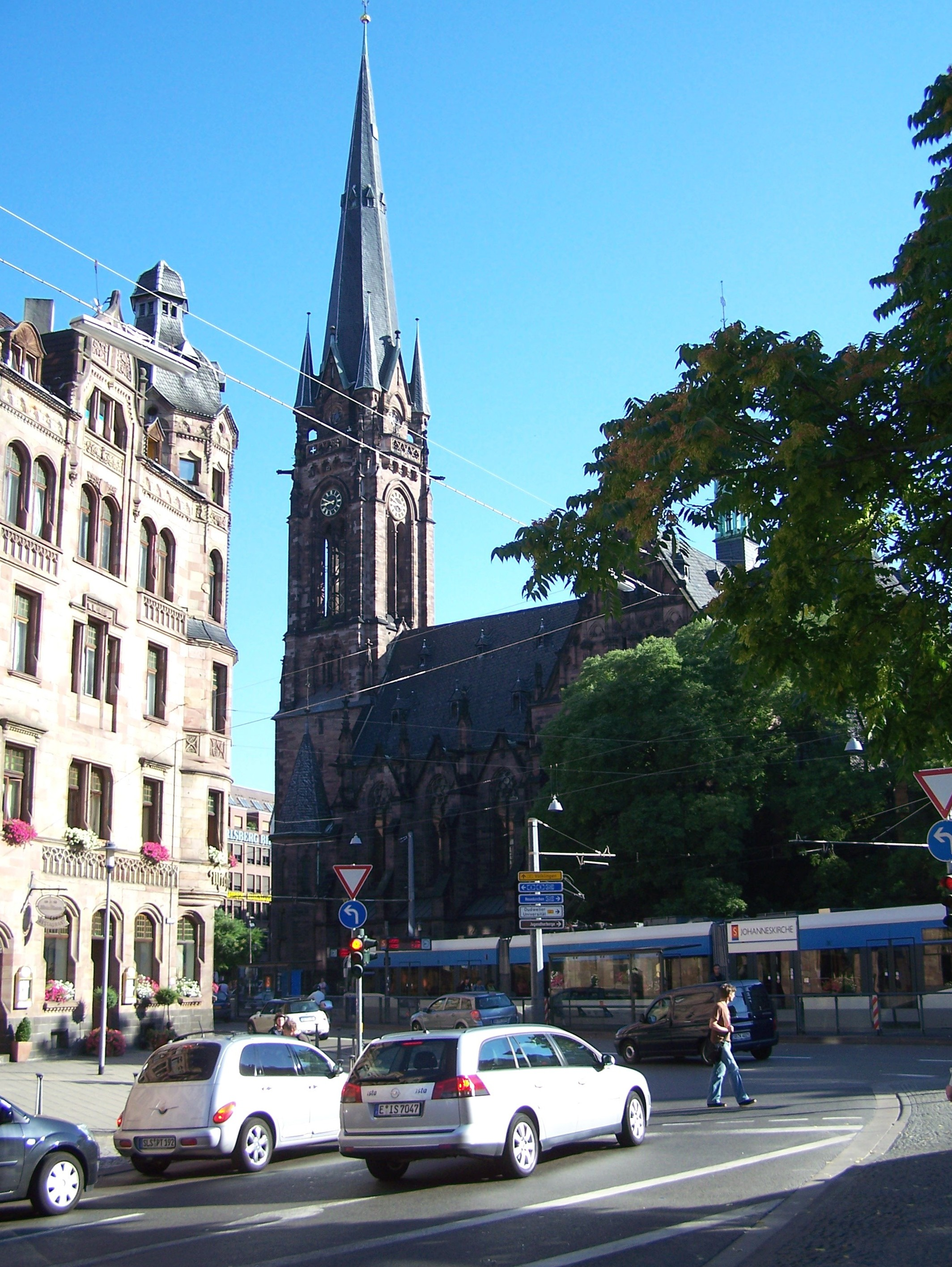
L'église St-Jean.
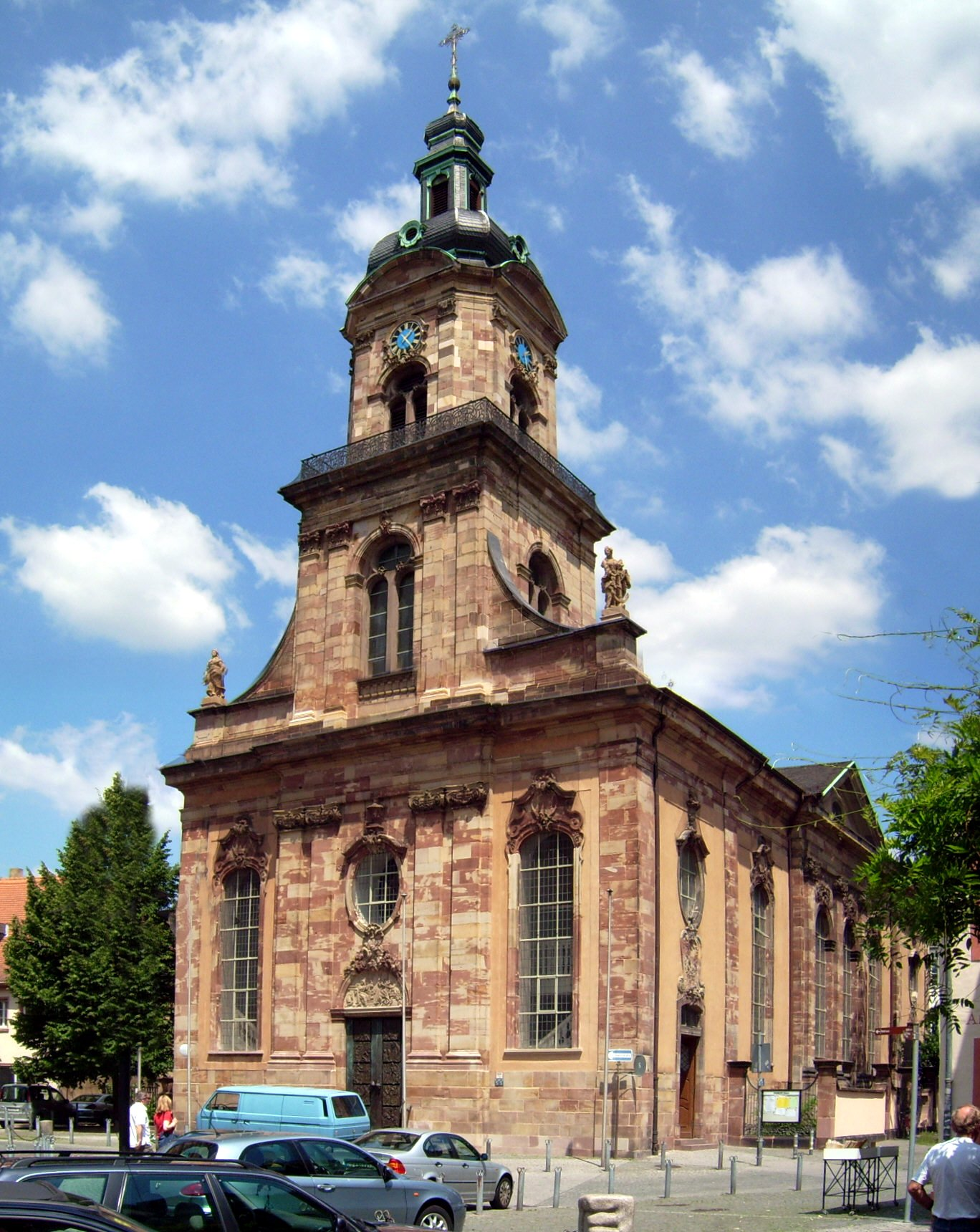
La basilique St-Jean.
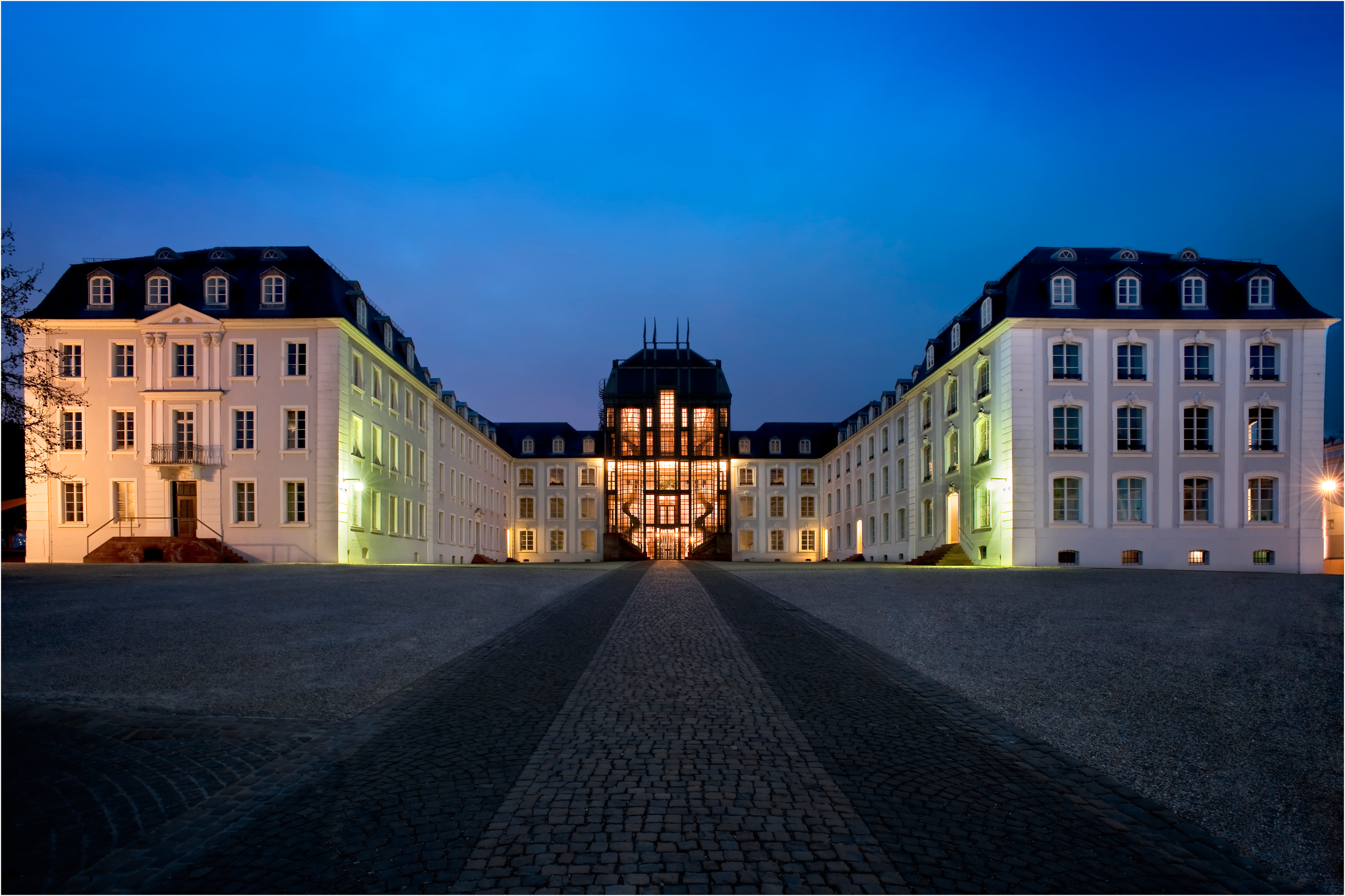
Le château de Sarrebruck.
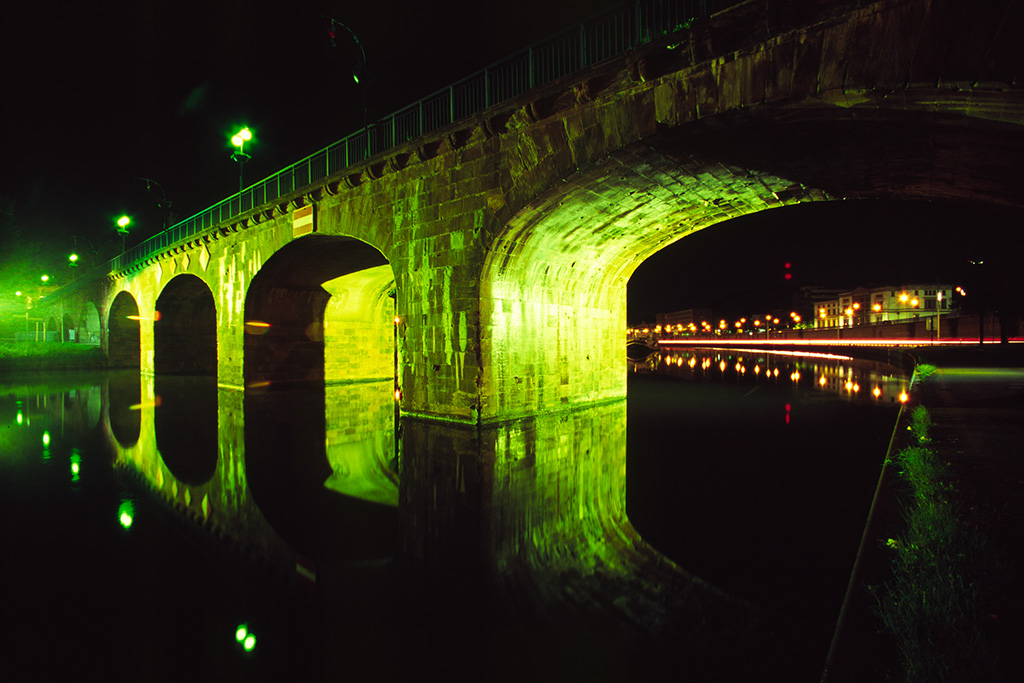
Le Pont Vieux.
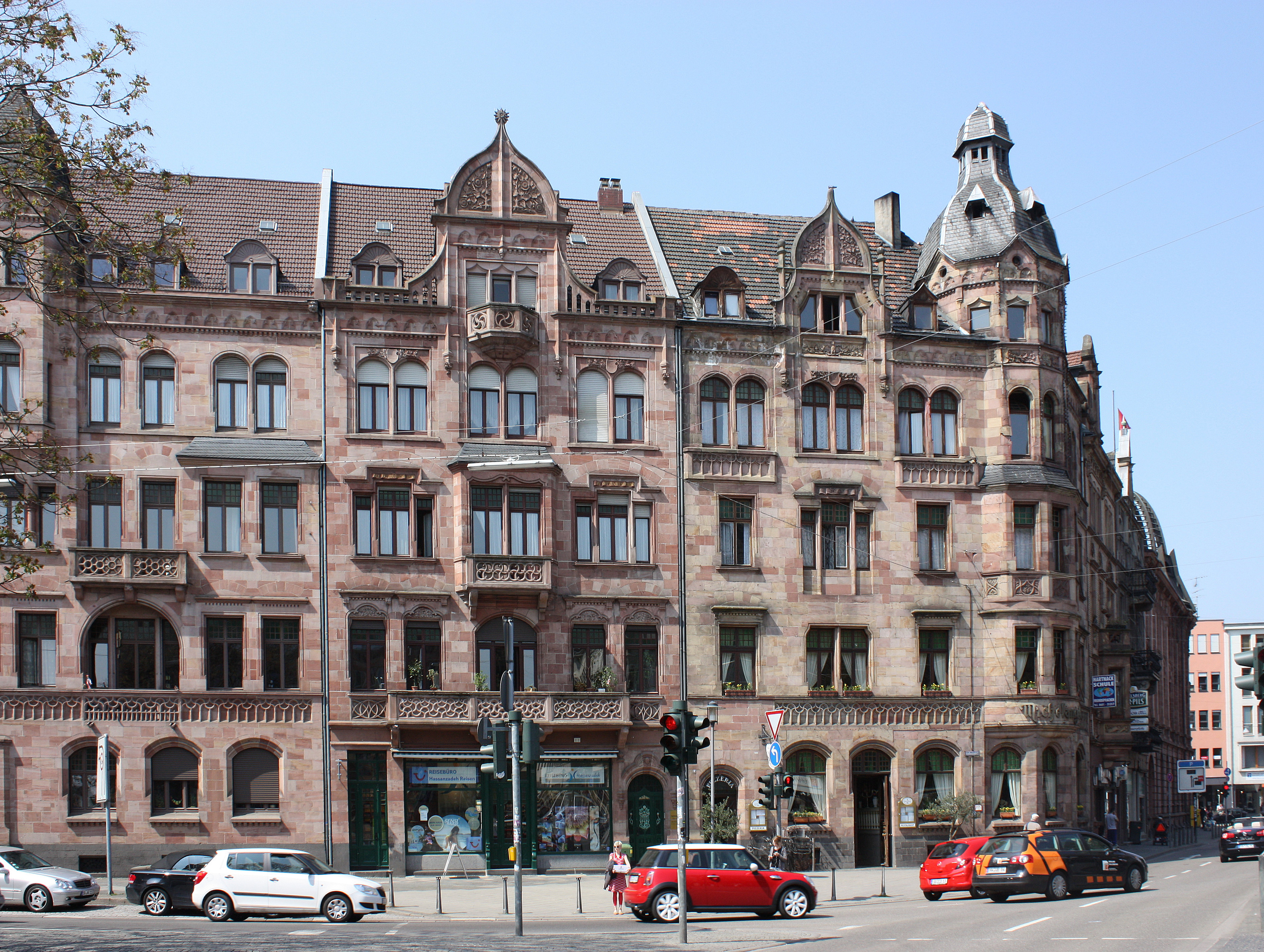
La place de l'hôtel de ville.
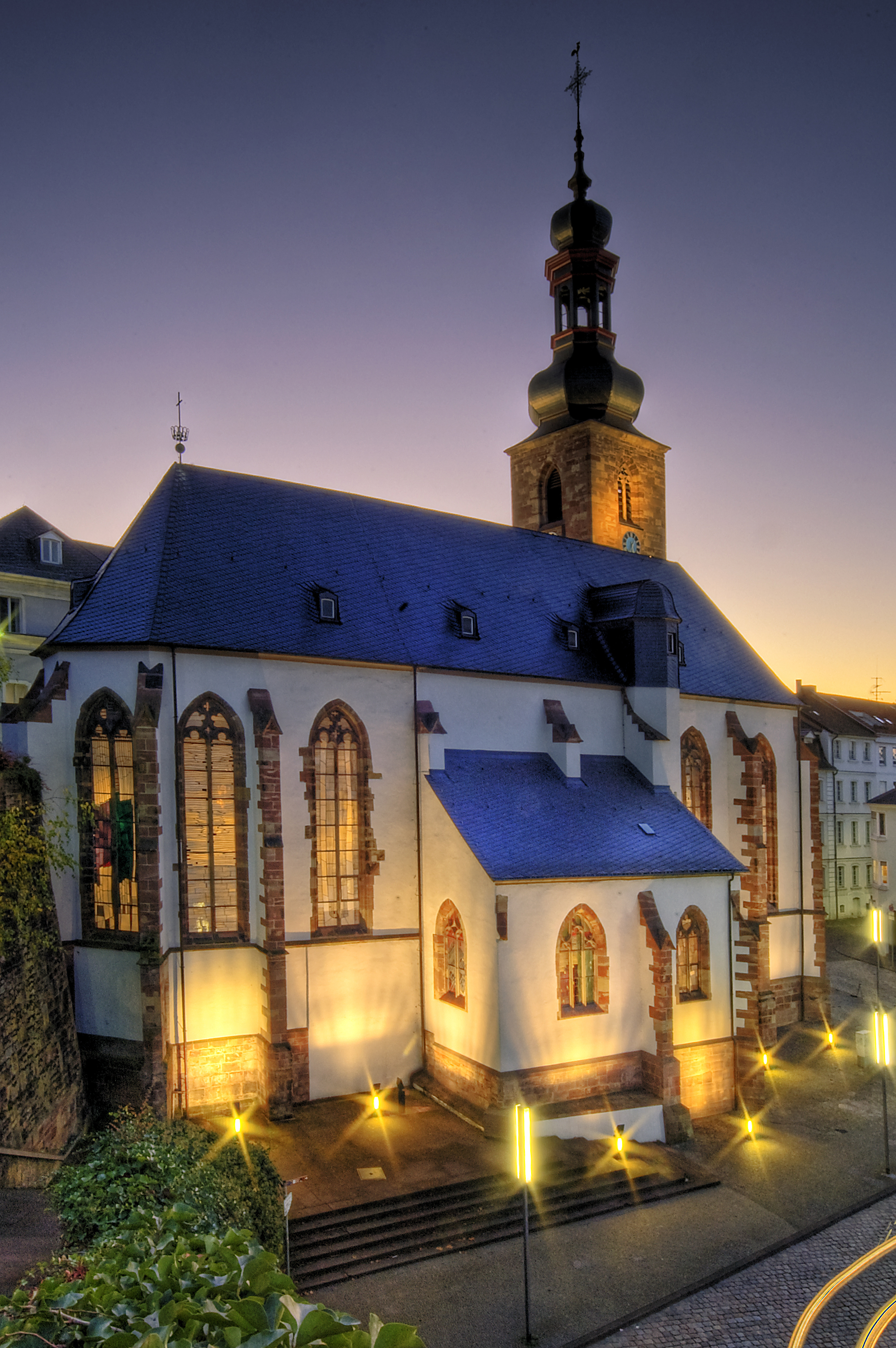
L'église du château.
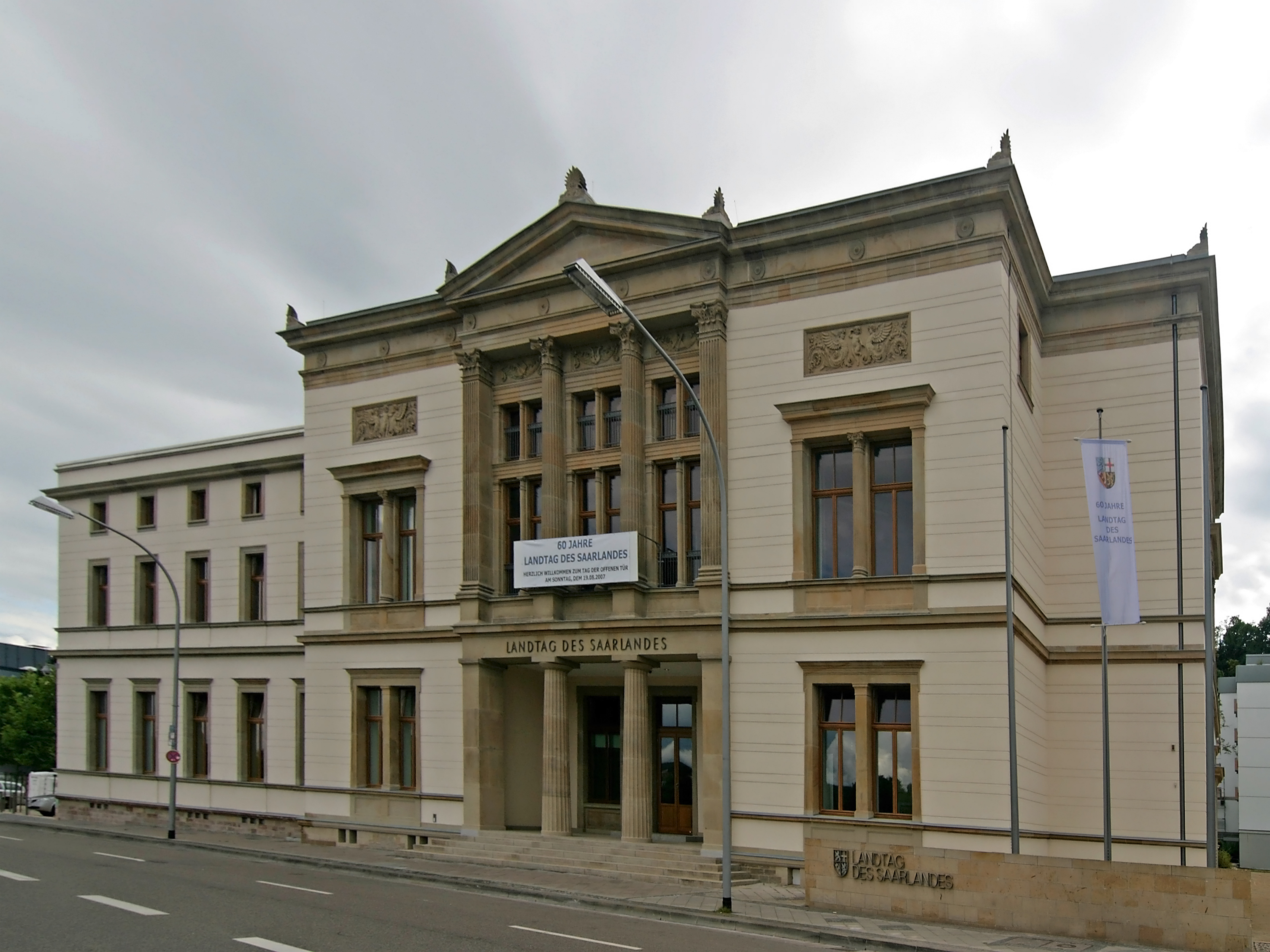
Le parlement de la Sarre.
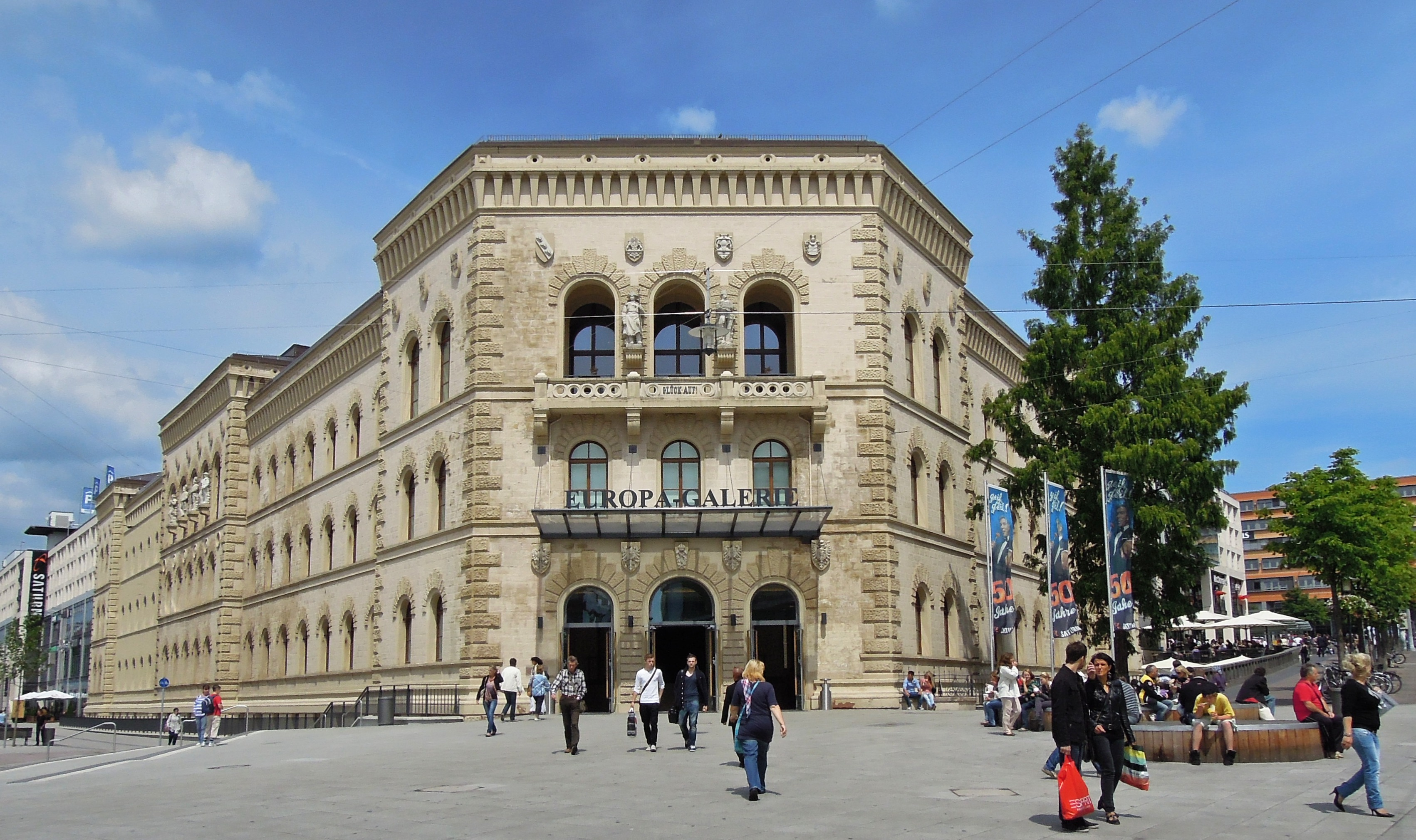
L'ancienne direction des mines de la Sarre, aujourd'hui un centre commercial (Bahnhofstraße.).
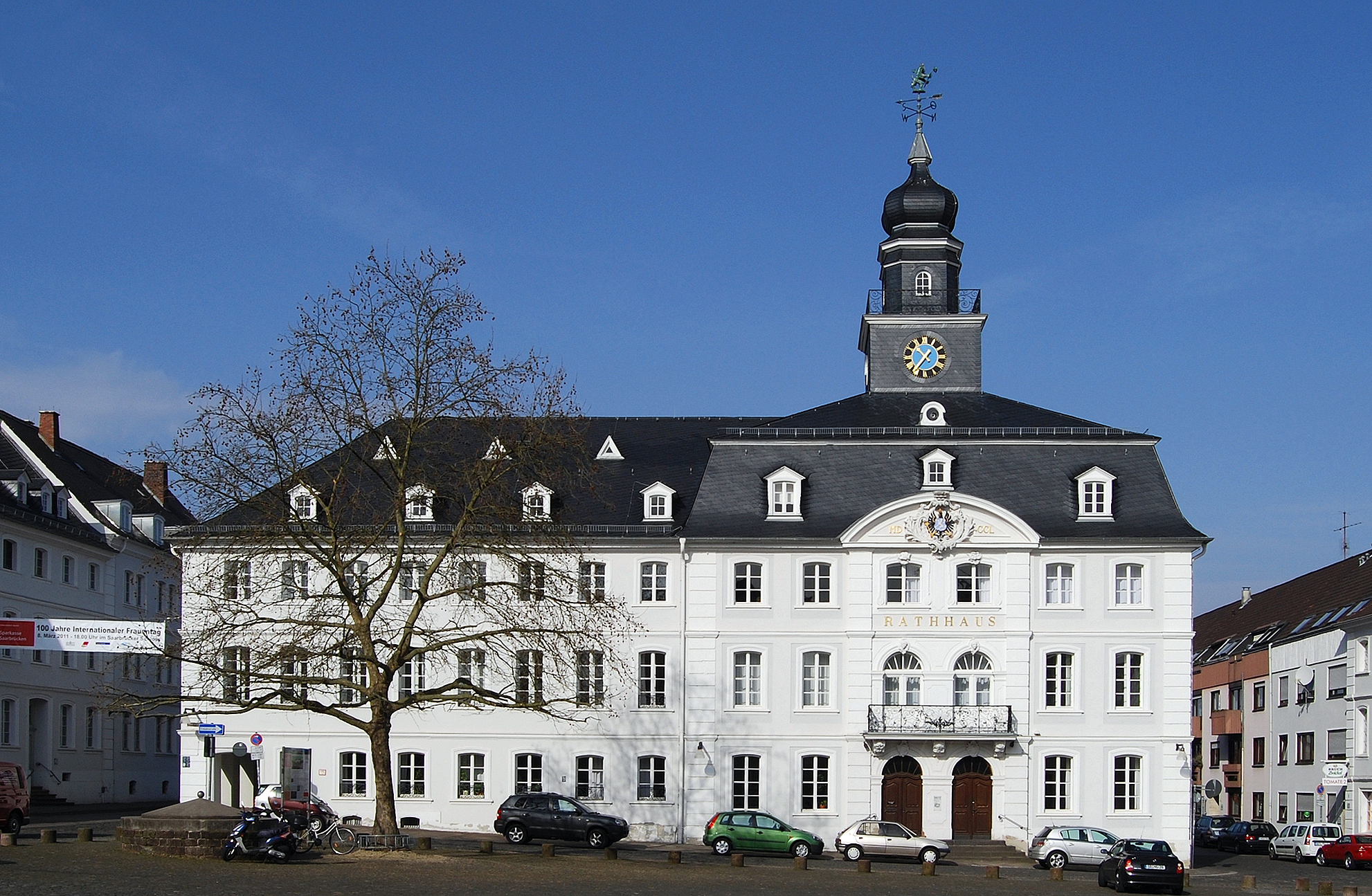
Le vieil hôtel de ville.
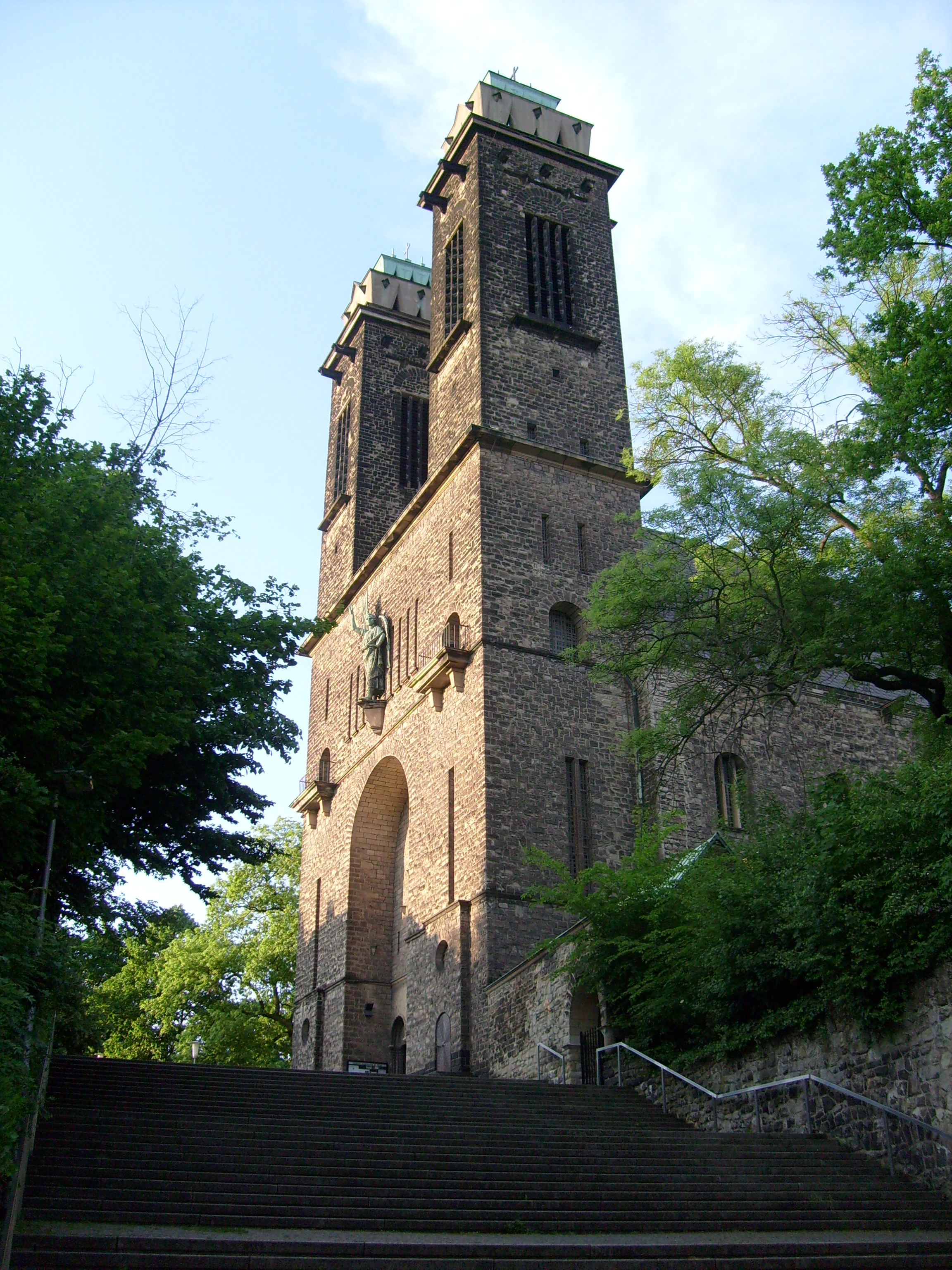
L'église St-Michel.
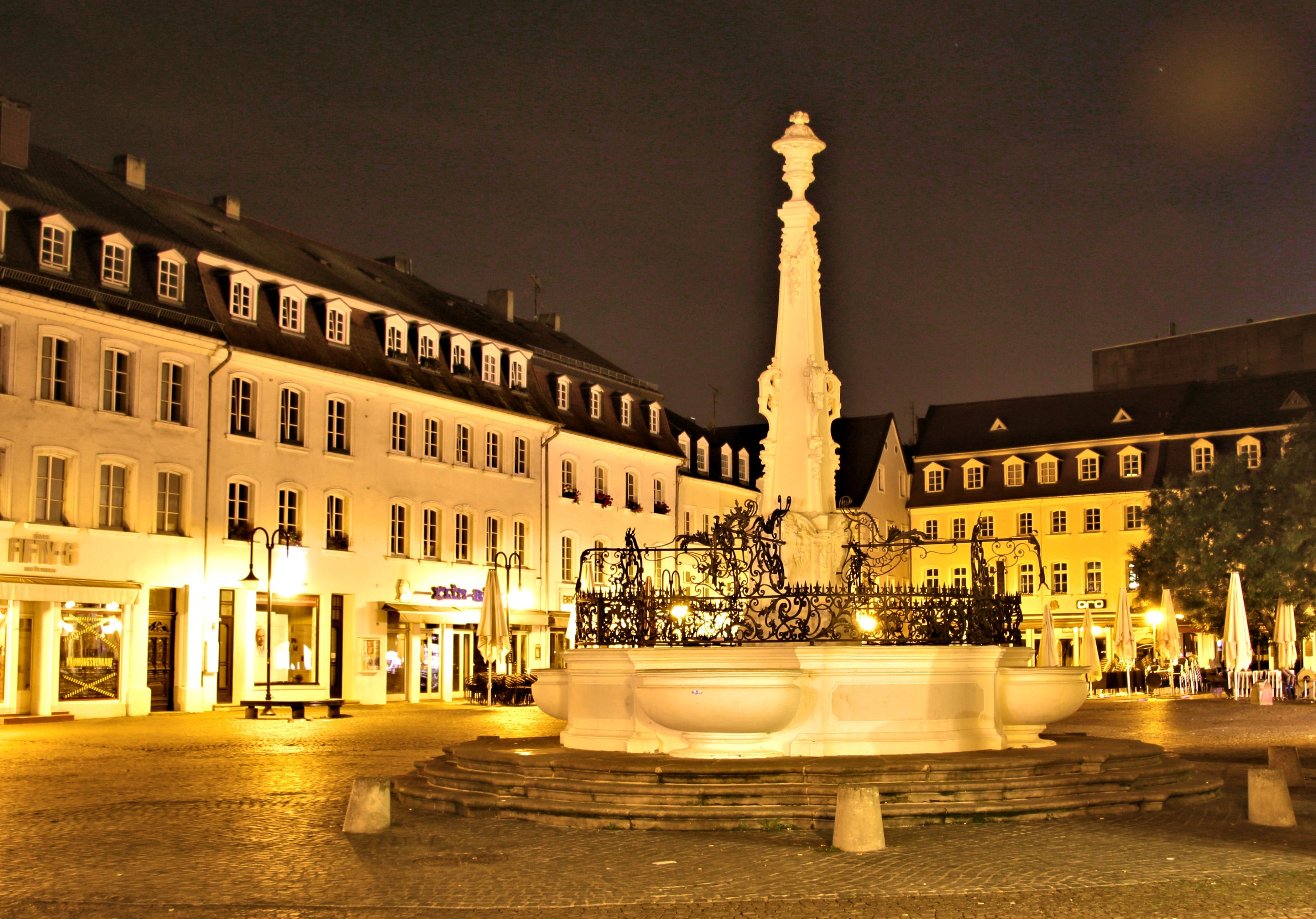
Le marché St-Jean.
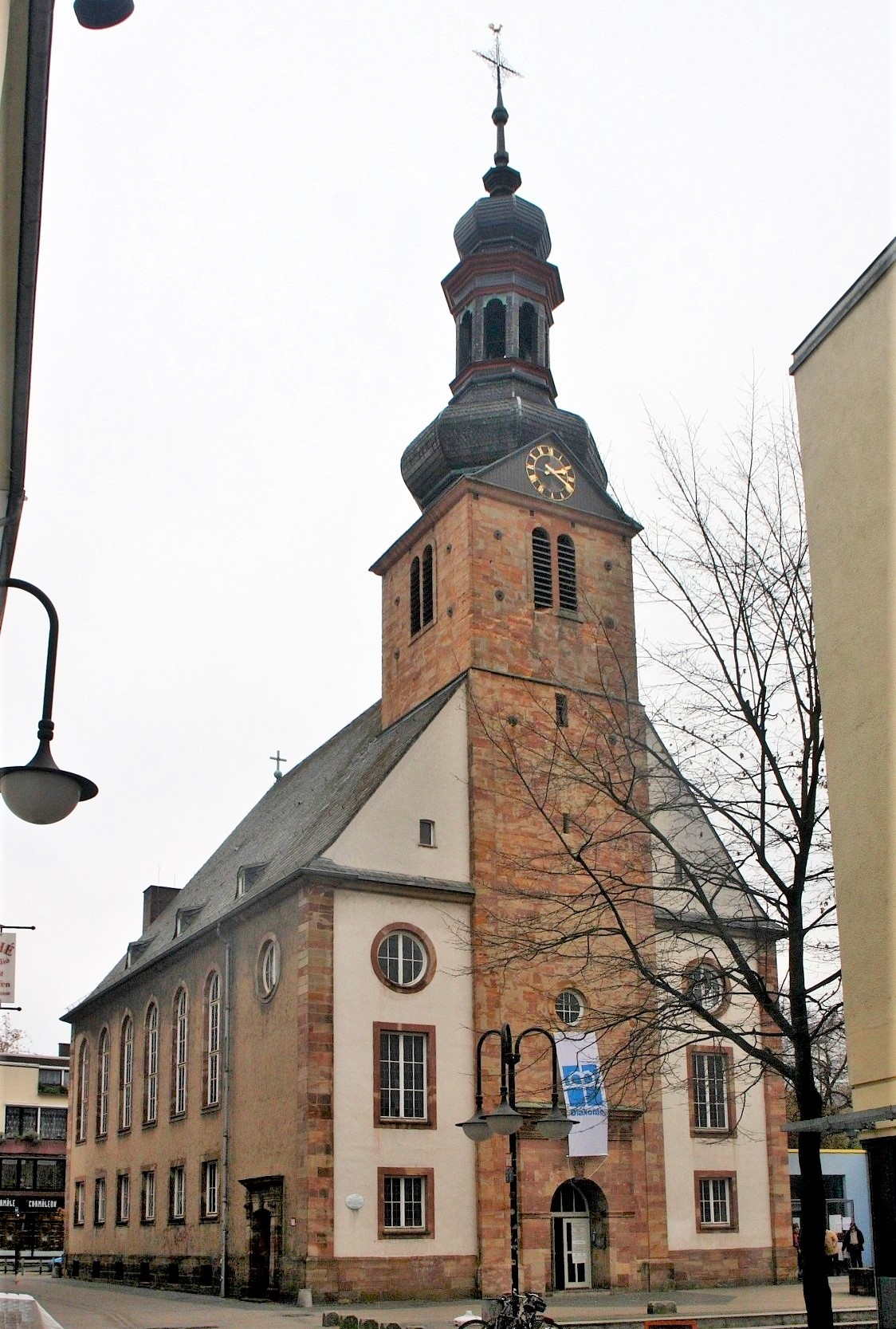
Ancienne église évangélique de Sarrebruck.
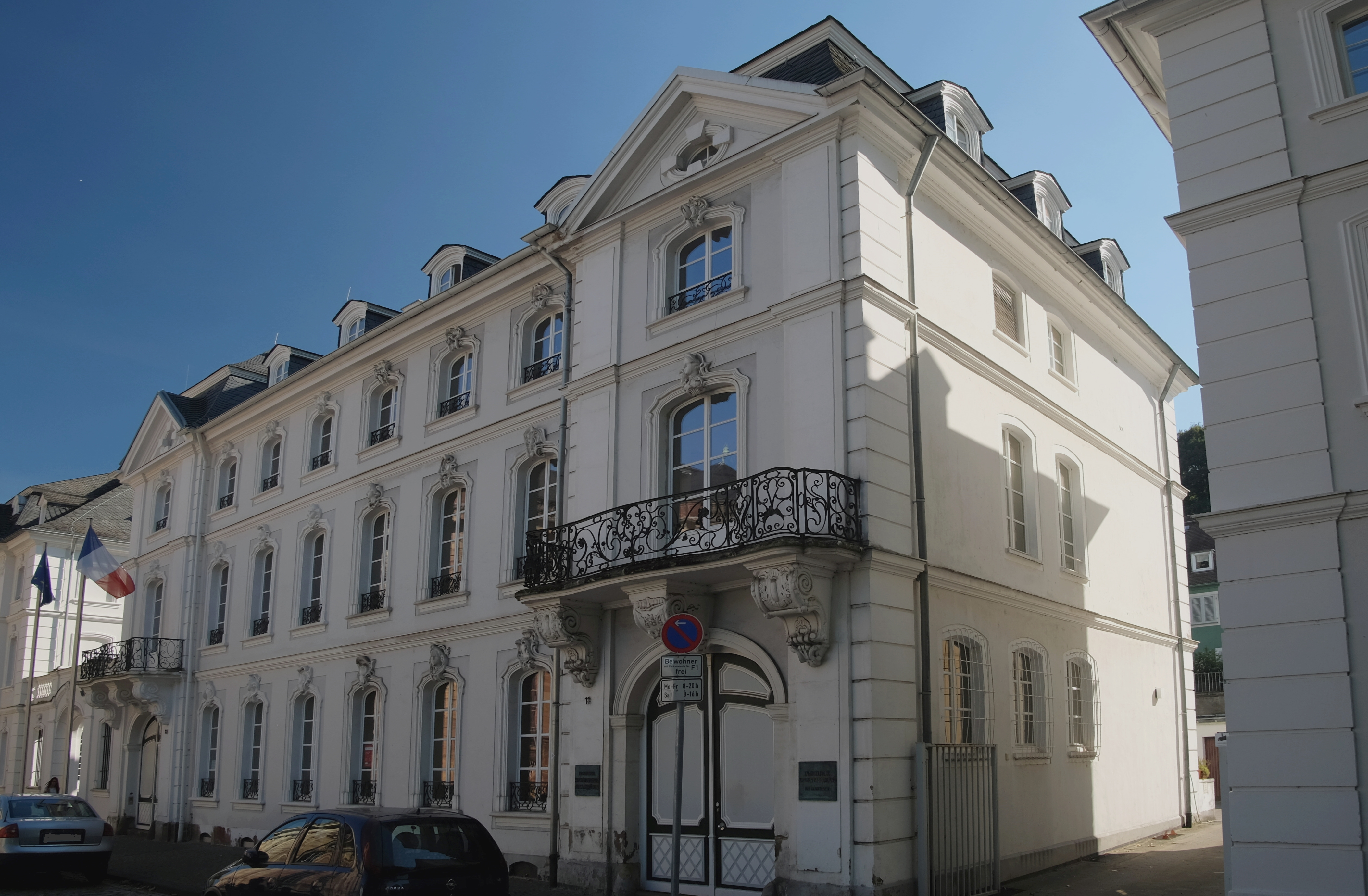
Le Consulat général de France.

### Théâtres et salles de spectacle

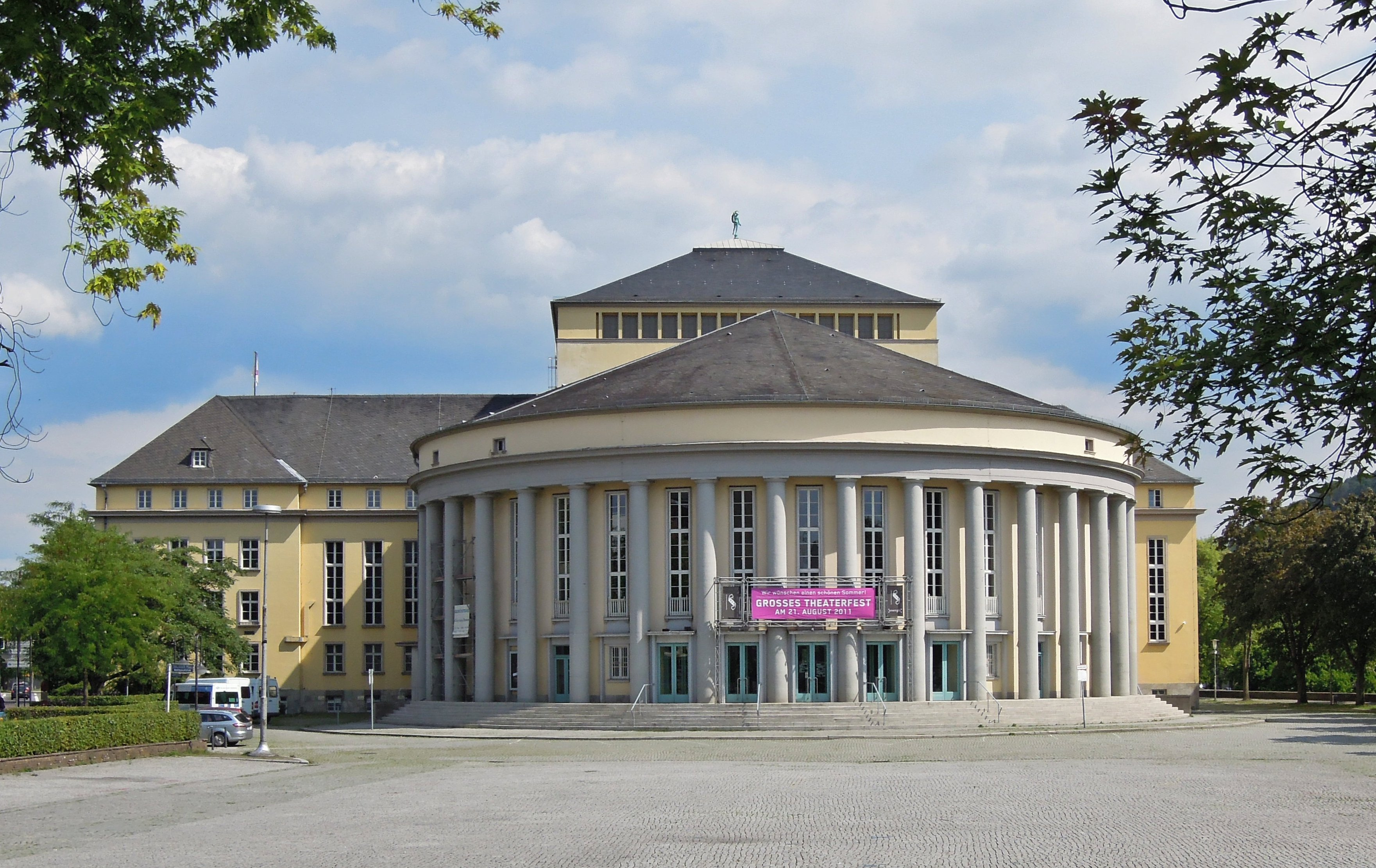
Le théâtre national de la Sarre.

Le théâtre national de la Sarre regroupe 3 salles : Le Staatstheater, la Alte Feuerwache et Sparte4. Le Staatstheater, situé le long de la Sarre a été construit en 1937/38 et était le cadeau du régime national-socialiste à la Sarre à la suite du référendum de 1935 qui rattacha la Sarre au Reich. Son entrée est orientée vers Paris, ce qu'il fallait interpréter alors comme une réponse à l'Ouest capitaliste. Il a été inauguré par Goebbels (ministre de la Propagande) en présence d'Hitler et d'Himmler.
En moyenne, pour une saison on peut compter sur une dizaine d'opéras, une trentaine de pièces, une demi-dizaine de ballets et une demi-dizaine de concerts.
On trouve également quatre théâtres indépendants : Theater im Viertel, Blauen Hirsch, Theater Leidinger, Theater Überzwerg.
La Saarlandhalle accueille de nombreux concerts, comédies musicales et régulièrement Holiday on Ice. Sa capacité est limitée à 6 500 places, mais elle va être prochainement transformée pour pouvoir accueillir 10 000 spectateurs.
Le palais des congrès (Congresshalle) est situé dans le centre. Sa plus grande salle a une capacité maximale de 1 800 places.

### Musique
L'Orchestre Philharmonique de Sarrebruck-Kaiserslautern compte 114 musiciens de la radio-télévision publique allemande. Depuis 2007, il remplace l'ancien orchestre philharmonique de la SR (radio-télévision sarroise) fondé en 1936 et est un des plus grands orchestres de la radio-télévision publique d'Allemagne.
Sarreburck a aussi été le berceau du groupe de power metal Powerwolf. Les membres du groupe y sont originaire.

### Danse
La Donlon Dance Company est une compagnie de Danse dirigée par la chorégraphe irlandaise Marguerite Donlon. Depuis 2001, cette compagnie est en résidence au Théâtre national de la Sarre : elle fête donc au cours de la saison 2011/12 son dixième anniversaire. Pour célébrer cette décennie d'existence, la Donlon Dance Company ponctue cette saison anniversaire d'événements : une tournée en Asie avec le spectacle Casa Azul - Inspired by Frida Kahlo en septembre, la 3e édition du Festival ''n.o.w. dance saar'' en octobre et un gala anniversaire au printemps 2012.

### Musées

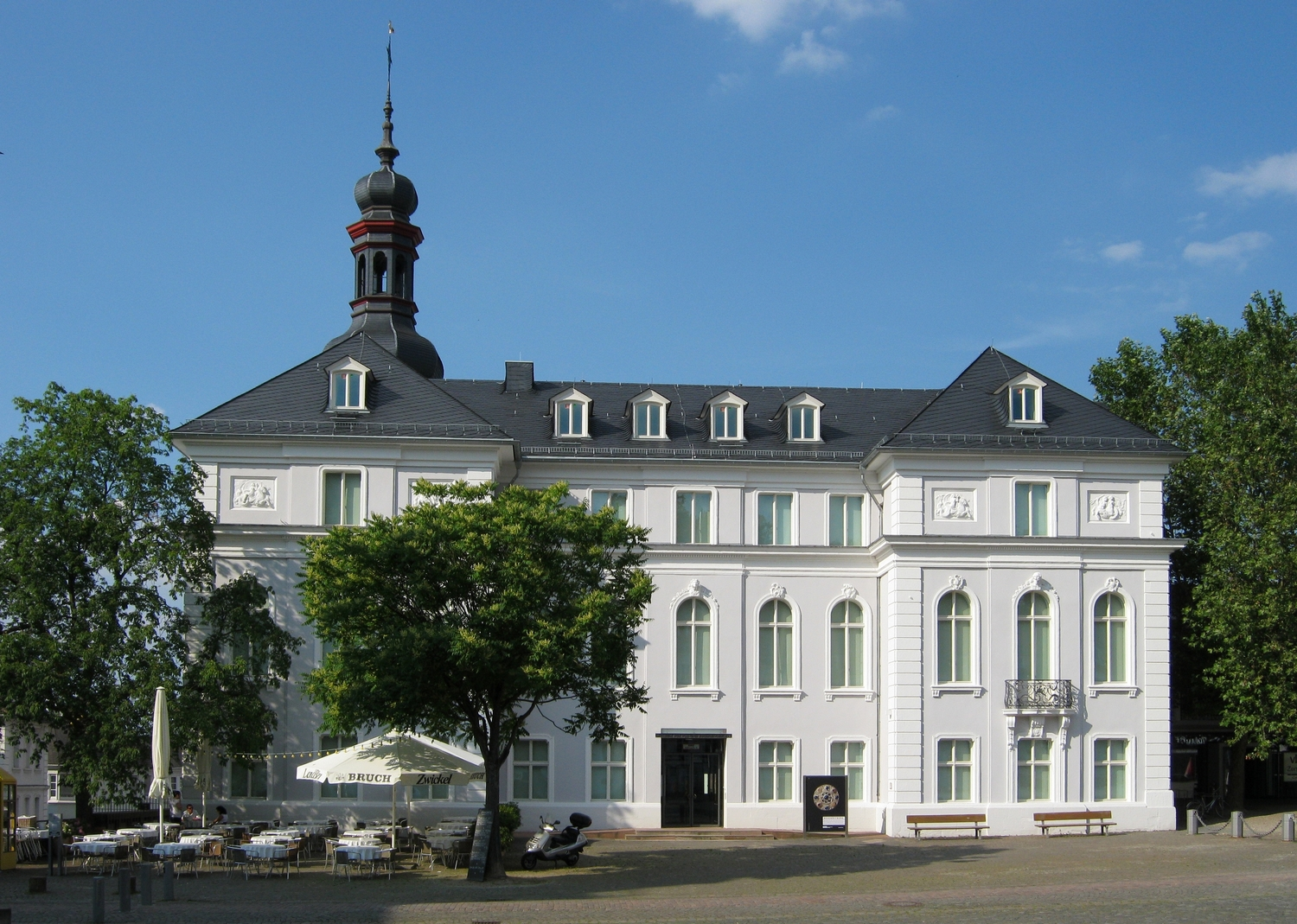
Le musée de la Sarre.

- Musée de la Sarre (Saarland Museum)
- Stadtgalerie Saarbrücken : galerie d'art contemporain
- Musée archéologique (Museum für Vor- und Frühgeschichte)
- Musée allemand de la presse écrite (Deutsches Zeitungsmuseum)
- Musée de la Préhistoire et de la Protohistoire.

### Manifestations
- Janvier/février : Prix Max Ophüls festival du jeune cinéma germanophone
- Carnaval (Rosenmontag) : cavalcade dans les quartiers de Burbach et d’Ensheim
- De mars à octobre : grand marché aux puces (Franz-Josef-Röder-Str.) tous les 2es samedis du mois
- Mai : Fête du Château
- Mai : Festival Perspectives (festival franco-allemand des arts de la scène)
- Mai/juin : Mouvement – Festival de musique de la radio sarroise
- Mai/juin : Trofeo Karlsberg
- Mai/juin : Maifest (fête foraine) à Burbach
- Juin/juillet : Kino im Fluss/Cinéfleuve
- Juin : « Licht und Blumen »
- De juin à août : les dimanches du Château (Sonntags ans Schloss) : concerts
- Fin juillet : Altstadtfest (fête de la vieille ville)
- Fin juillet : Marche des fiertés (Pride)
- Août : Nauwieserfest (fête du quartier « Nauwieser »)
- Juillet/août : Sommer Szene (théâtre de rue)
- Août : « Saarspektakel » (spectacle sur la Sarre)
- Septembre : Foire aux vins franco-allemande
- Septembre : Fête de la Ludwigskirche
- Octobre : Festival international de danse n.o.w dance saar
- Octobre : « Intermarionett » (festival de théâtre de marionnettes)
- Novembre : Electricity – festival de musique techno
- Novembre/décembre : les jours du cinéma africain
- 1er dimanche de l’Avent : marché de Noël place du Château
- De fin novembre au 24/12 : Marché de Noël

### Médias

Saarländischer Rundfunk

Saarbrücker Zeitung

Télévision
- SR (Saarländischer Rundfunk)
- ARD (bureau régional)

Chaînes de radio
- SR1
- SR Kultur
- SR3
- Unser Ding
- Antenne Saar
- Radio Salü
- Big FM

Presse écrite
- Saarbrücker Zeitung
- Bild Sarre

### Télévision
- Chaînes de la TNT allemande en Sarre (ARD, ZDF, SR, 3 Sat, Arte, SWR, WDR, HR, BR, Phoenix, Kika/Zdf.neo, ZDF info, Tele5, QVC, Bibel TV).
- Sarrebruck est couverte par la TNT française.

### Cinéma
Le festival du cinéma Max Ophüls, du nom du cinéaste français né à Sarrebruck, a été fondé en 1980 et démarra avec 700 spectateurs. L'édition 2008 en accueilli 32 000. Ce festival récompense les premiers films en langue allemande, il a lieu chaque année, en début d'année.
Pour ce qui est des salles, la chaîne Cinestar possède le plus grand cinéma de Sarrebruck : un multiplex situé dans le centre. Les autres cinémas sont plus petits : UT Kinos et Passage Kinos. La ville subventionne des cinémas d'art et d'essai : Kino 8 1/2, Camera Zwo, Filmhaus Saarbrücken.

### Rencontre espérantophone
Régulièrement une rencontre espérantophone se tient à Sarrebruck la semaine du jour de l'an (du 27 décembre au 3 janvier). Cette rencontre rassemble environ 200 espérantophones (majoritairement européens).

## Parcs et espaces verts

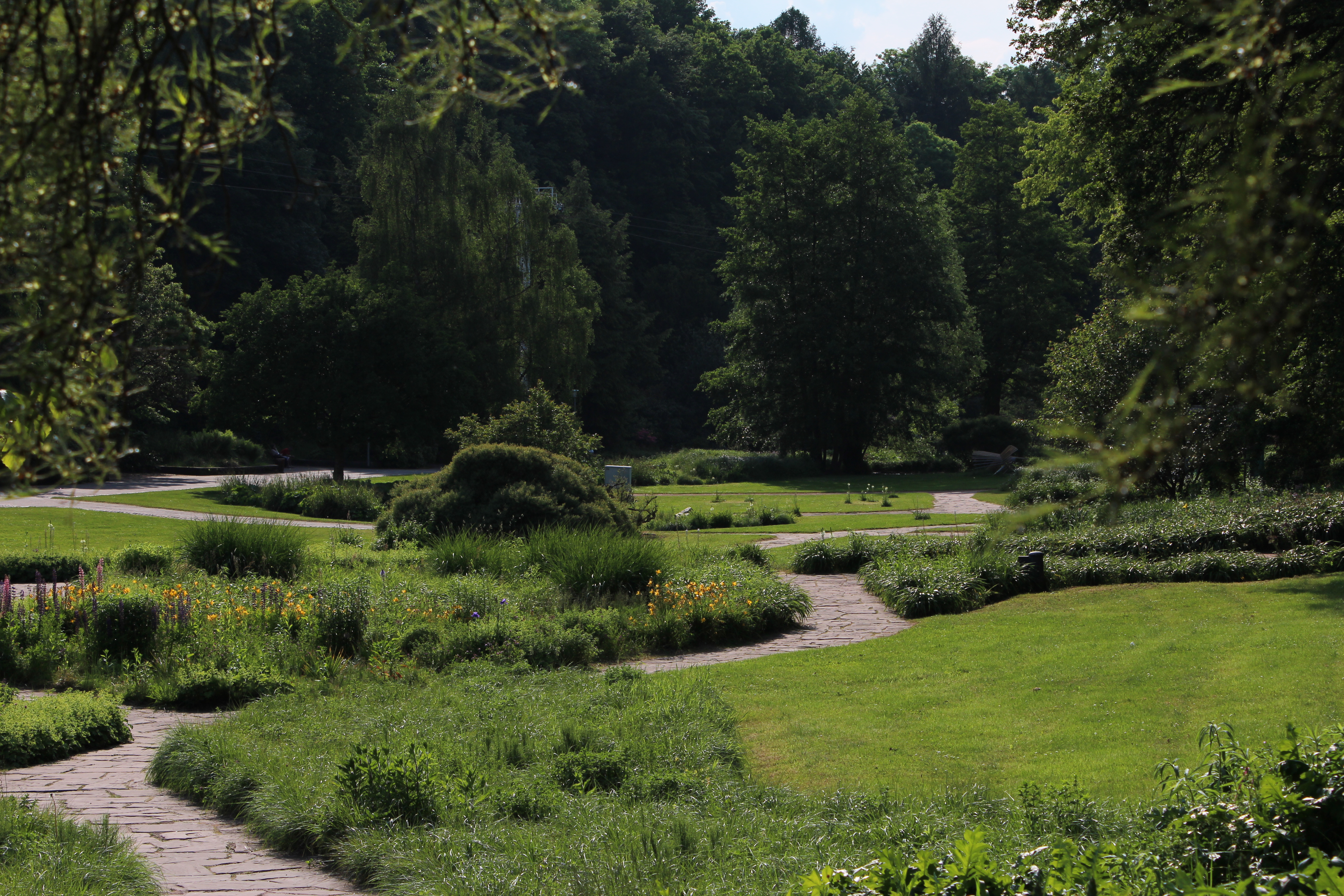
Le jardin franco-allemand.

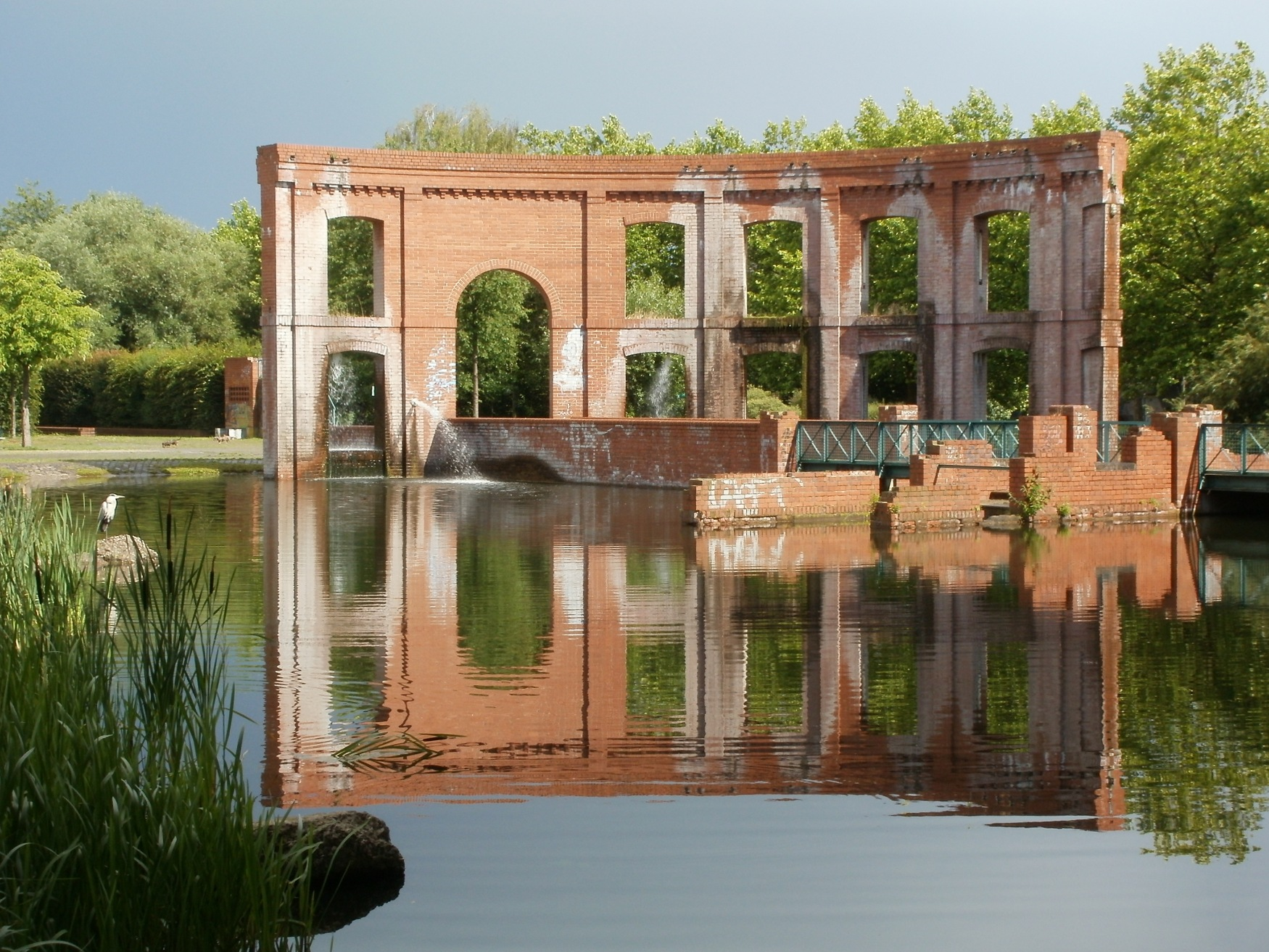
Le parc des Citoyens.

### Jardin franco-allemand
Le jardin franco-allemand est un parc public situé au sud-ouest de Sarrebruck près de la frontière avec la France. Il a été construit à l'occasion d’une exposition transnationale d'horticulture en signe d’amitié franco-allemande et a été inauguré en 1960 par Michel Debré, le Premier ministre français et Konrad Adenauer, le chancelier allemand. Le parc a une superficie de 50 ha et offre une large gamme de loisir aussi bien que beaucoup de cafés et restaurants.

### Jardin zoologique
Le zoo de Sarrebruck est le plus ancien parc zoologique de la Sarre. Il accueille un millier d'animaux qui sont répartis en 160 espèces.

### Parc des Citoyens(Bürgerpark)
Le Bürgerpark est un parc public avec une superficie de 8 ha sur le bord du centre-ville.

### Jardin du château
Le jardin du château qui, à l'origine, descendait en terrasses jusqu'à la Sarre, a été aménagé en jardin baroque entre 1760 et 1765. Il a été partiellement couvert de constructions à la fin du XIXe siècle.

## Démographie

### Évolution démographique
Au 30 avril 2008, la commune de Sarrebruck comptait 180 358 habitants répartis sur 167,07 km2. La ville se caractérise par une faible densité de population, ce qui s’explique par la présence de forêts et de zones naturelles et aussi par l’intégration d’anciens villages qui sont devenus des petits quartiers.
Sarrebruck est le centre de la Communauté urbaine de Sarrebruck qui compte environ 340 000 habitants avec une densité à peine plus faible (833 hab./km2). Ce regroupement remonte à 1816. 1974 pour sa forme actuelle. Comme il y a continuité du tissu urbain avec Völklingen et le bassin houiller français centré sur Forbach, Sarrebruck est également au centre de l'Eurodistrict Sarrebruck-Forbach dont la population avoisine les 700 000 habitants.

### Structure de la population
Sarrebruck est une ville « moyennement » jeune : les moins de 20 ans représentent 17 % de la population, 25,2 % de la population a plus de 60 ans.
La ville est également très cosmopolite puisqu'elle compte 13,3 % d'immigrés ; pour comparaison, la moyenne nationale en France est de 5,6 %. 72,5 % de la population étrangère vient d’Europe ; principalement d’Italie (16,8 %), de Turquie (10,8 %), de France (10,1 %) et de pays d'Europe de l'Est. 15,6 % des immigrés viennent d’Asie (principalement d’Asie du Sud-Est).

## Administration
Sarrebruck est la capitale du Land de Sarre.

### Conseil municipal
Le conseil municipal sarrebruckois (Stadtrat) compte 63 conseillers municipaux qui se répartissent comme suit (résultat des élections municipales du 26 mai 2019) :
- CDU : 18 sièges ;
- SPD : 18 sièges ;
- Grünen : 13 sièges ;
- La Gauche : 5 sièges ;
- AfD : 4 sièges ;
- FDP : 3 sièges ;
- Die PARTEI : 2 sièges.

### Arrondissements
Sarrebruck est divisée en 4 arrondissements (Stadtbezirke) : Mitte, Dudweiler, West et Halberg, disposant chacun d'un maire et d'un conseil municipal. Les décisions importantes sont prises au niveau de la mairie de Sarrebruck qui chapeaute les arrondissements. Les arrondissements sont subdivisés en quartiers, les quartiers sont divisés en districts.
Les arrondissements et leurs quartiers portent les numéros administratifs suivants :
- 1er arrondissement Mitte : 11 Alt-Saarbrücken - 12 Malstatt - 13 St. Johann - 14 Eschberg - 16 St. Arnual ;
- 2e arrondissement West : 21 Gersweiler - 22 Klarenthal - 23 Altenkessel - 24 Burbach ;
- 3e arrondissement Dudweiler : 31 Dudweiler - 32 Jägersfreude - 33 Herrensohr - 34 Scheidt ;
- 4e arrondissement Halberg : 42 Schafbrücke - 43 Bischmisheim - 44 Ensheim - 45 Brebach-Fechingen - 46 Eschringen - 47 Güdingen - 48 Bübingen.

L'arrondissement de Dudweiler possède une plus grande autonomie.

### Rattachements
Les communes suivantes (autrefois indépendantes) ont été rattachées à Sarrebruck et font maintenant partie intégrante de la ville :
- 1896 : St. Arnual ;
- 1er avril 1909 : fusion des villes de Sarrebruck, St. Johann et Malstatt-Burbach ;
- 1er janvier 1960 : Eschberg ;
- 1er janvier 1974 : Dudweiler, Altenkessel, Bischmisheim, Brebach-Fechingen, Bübingen, Ensheim, Eschringen, Gersweiler, Güdingen, Klarenthal, Schafbrücke et Scheidt.

### Maires
Liste des maires depuis 1909 :

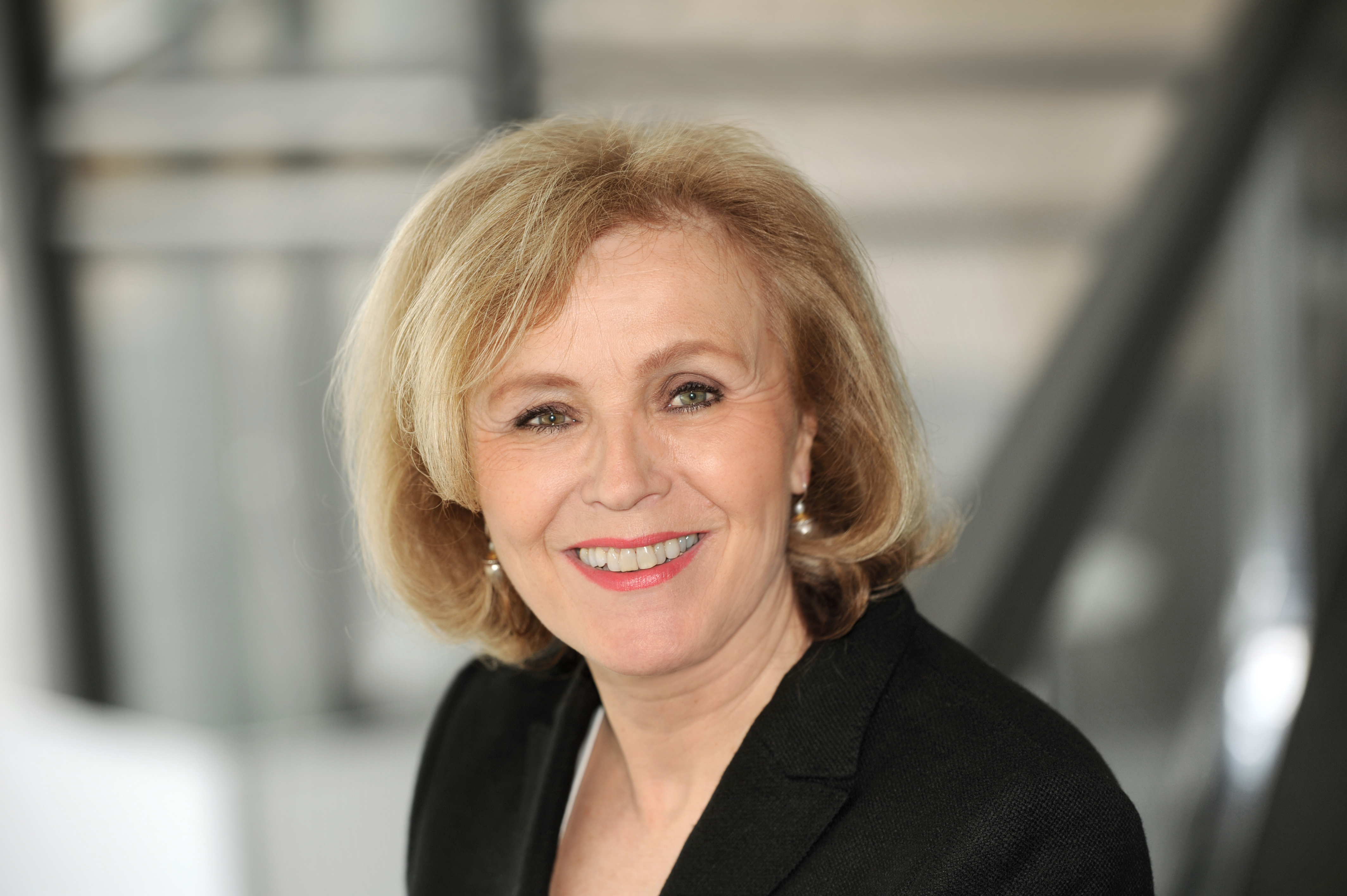
Charlotte Britz, maire de 2004 à 2019.

| - 1909–1919 : Emil Mangold - 1919–1920 : August Carl Klein - 1921–1935 : Hans Neikes - 1935–1937 : Ernst Dürrfeldt - 1937–1945 : Fritz Schwitzgebel - 1945 : Heinrich Wahlster - 1945–1946 : Emil Peter Heim - 1946–1949 : Franz Maria Singer - 1949 : Johann Heinrich Bart - 1949–1956 : Peter Zimmer | - 1956–1957 : Johann Ecken - 1957–1976 : Fritz Schuster (DPS ; à partir de 1970, CDU) - 1976–1985 : Oskar Lafontaine (SPD) - 1985–1991 : Hans-Jürgen Koebnick (SPD) - 1991–2004 : Hajo Hoffmann (SPD) - suspendu en 2002 - 2002–2004 : Kajo Breuer (Grünen) - administrateur remplaçant le maire suspendu - 2004-2019 : Charlotte Britz (SPD) - Depuis 2019 : Uwe Conradt (CDU) |

### Jumelages
- Nantes (France) depuis le 27 avril 1965
- Tbilissi (Géorgie)
- Cottbus (Allemagne)
- Kayseri (Turquie)

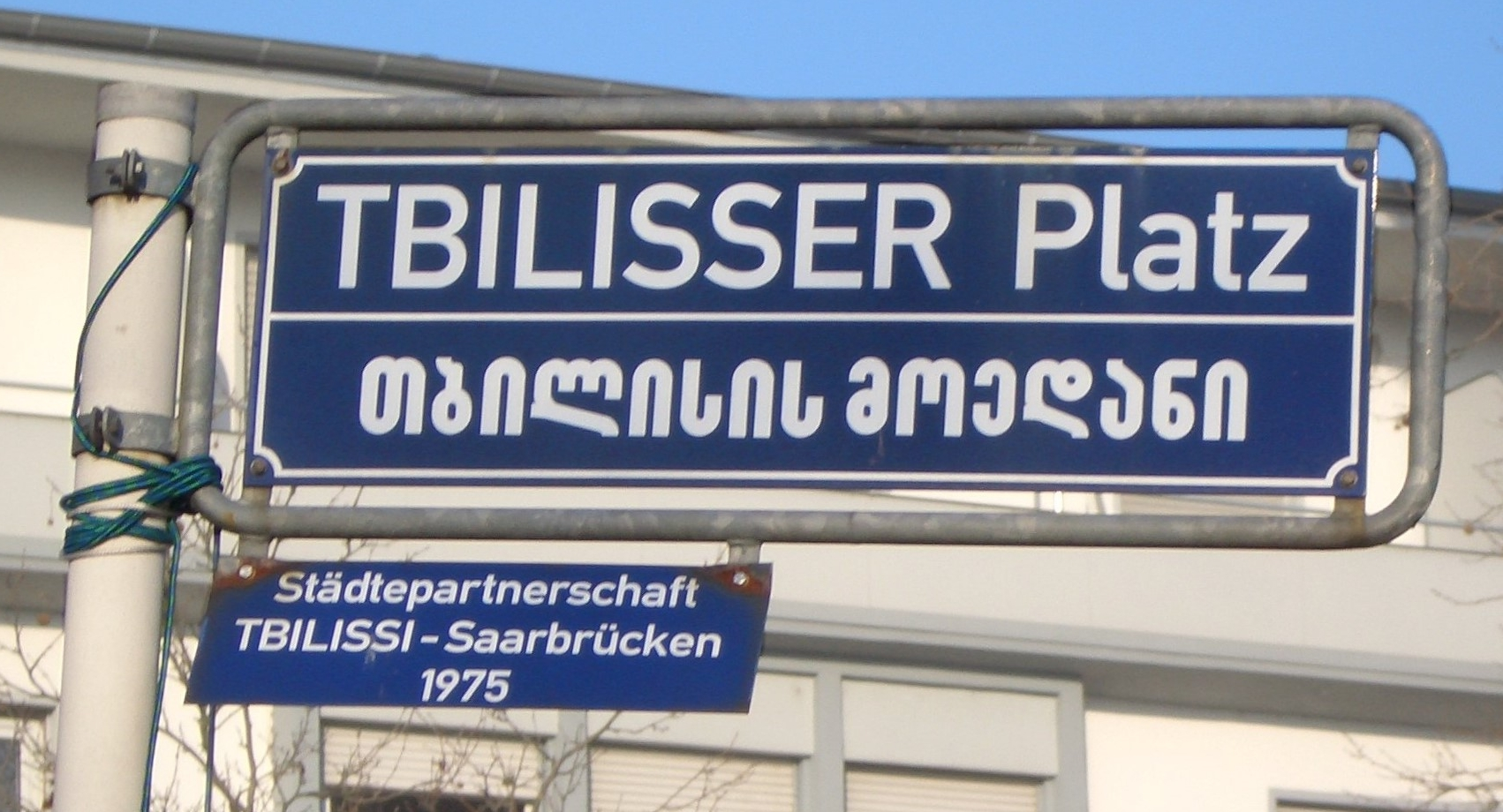
Place de Tbilissi, en allemand et en géorgien.

- Projet de jumelage avec Diriamba ( Nicaragua)

Sarrebruck est l’une des quatre villes formant le QuattroPole avec Luxembourg, Metz et Trèves. Ce réseau transfrontalier permet la coopération urbaine de ces quatre villes.

## Économie

### Repères
Sarrebruck est le siège de la Chambre de commerce et d'Industrie (IHK) de la Sarre.
- Taux de chômage en Sarre (novembre 2007) : 7,7 %.
- Endettement de la ville (au 30 juin 2006) : 169 millions €.

Les grands employeurs sont : Peugeot, ZF Getriebe GmbH (5 000 personnes), Halberg-Guss, Saarstahl AG, Cosmos Direkt, Hansenet, Juris, IDS Scheer.

## Transports

### Réseau routier

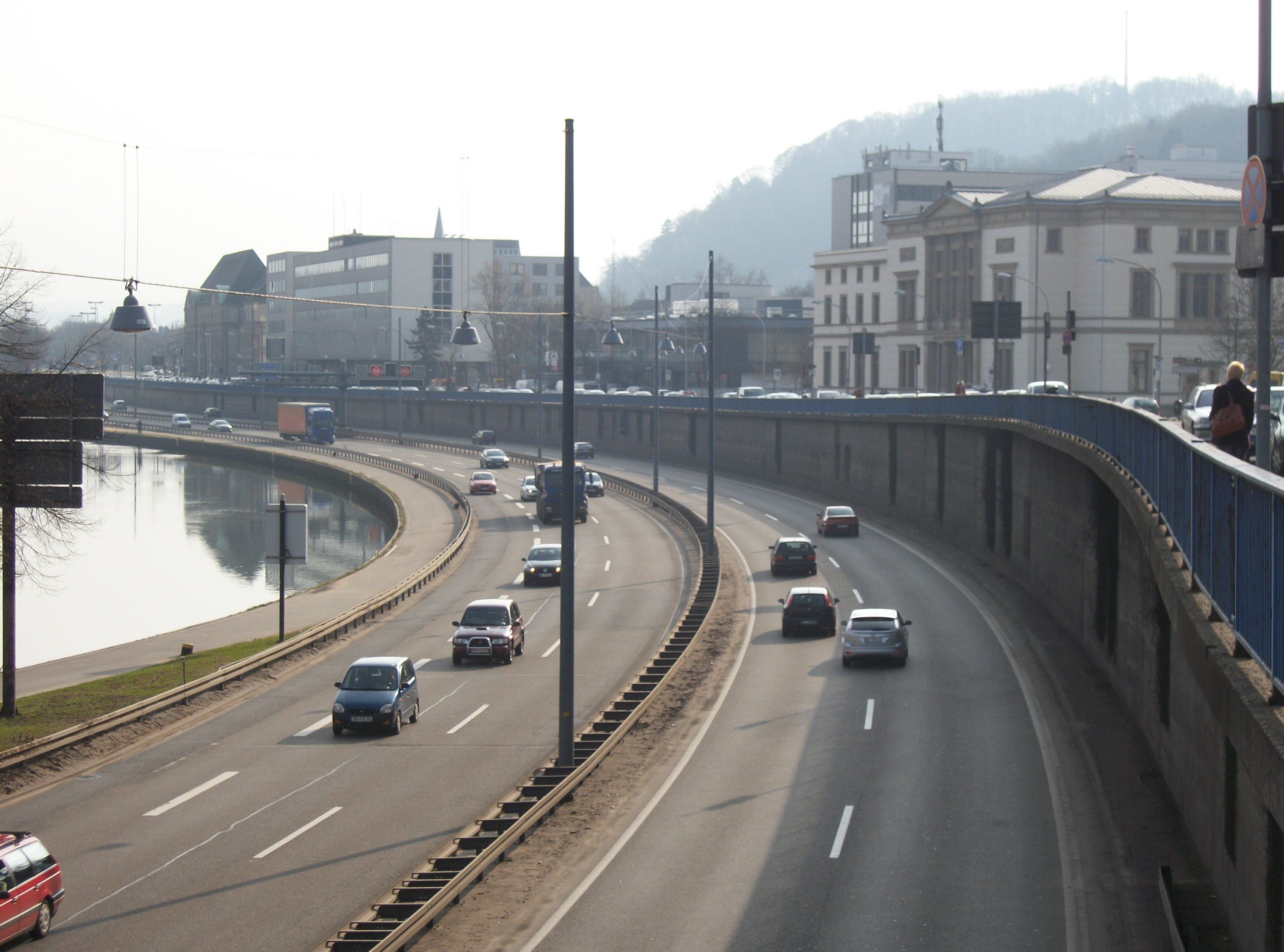
L'A620, l'autoroute urbaine de Sarrebruck.

E50 : Sarrebruck est desservie par un réseau d'autoroutes particulièrement dense. L'axe principal est l'axe est-ouest de l'autoroute E50 qui la relie d'une part à Paris via Forbach A320 et d'autre part à Francfort A6.
E29 : la ville est également reliée à l'ouest à Luxembourg et à la Belgique par l’E29 A8, au nord à Cologne et par extension à la Ruhr et à Hambourg par l'E422 / A1 et au sud-est à Strasbourg par l'E25 / A4.
Le contournement de Sarrebruck se fait par l'autoroute A8 qui permet de désengorger la ville ; de là, l'accès à Sarrebruck se fait par les autoroutes A1, A623 et A620.
Construite dans les années 1960, l'A620 longe la Sarre et traverse le centre de Sarrebruck. Cette autoroute pose plusieurs problèmes : elle est régulièrement inondée, elle défigure le centre, elle est bruyante et le trafic peut être difficile aux heures de pointe. Un des projets de la ville (le projet Stadtmitte-am-Fluss) prévoit de couvrir l'A620 pour réaménager les berges de la Sarre au centre de Sarrebruck.
Sarrebruck est très bien reliée à la France du fait de la continuité urbaine avec l'agglomération de Forbach et de Sarreguemines.

### Trafic aérien

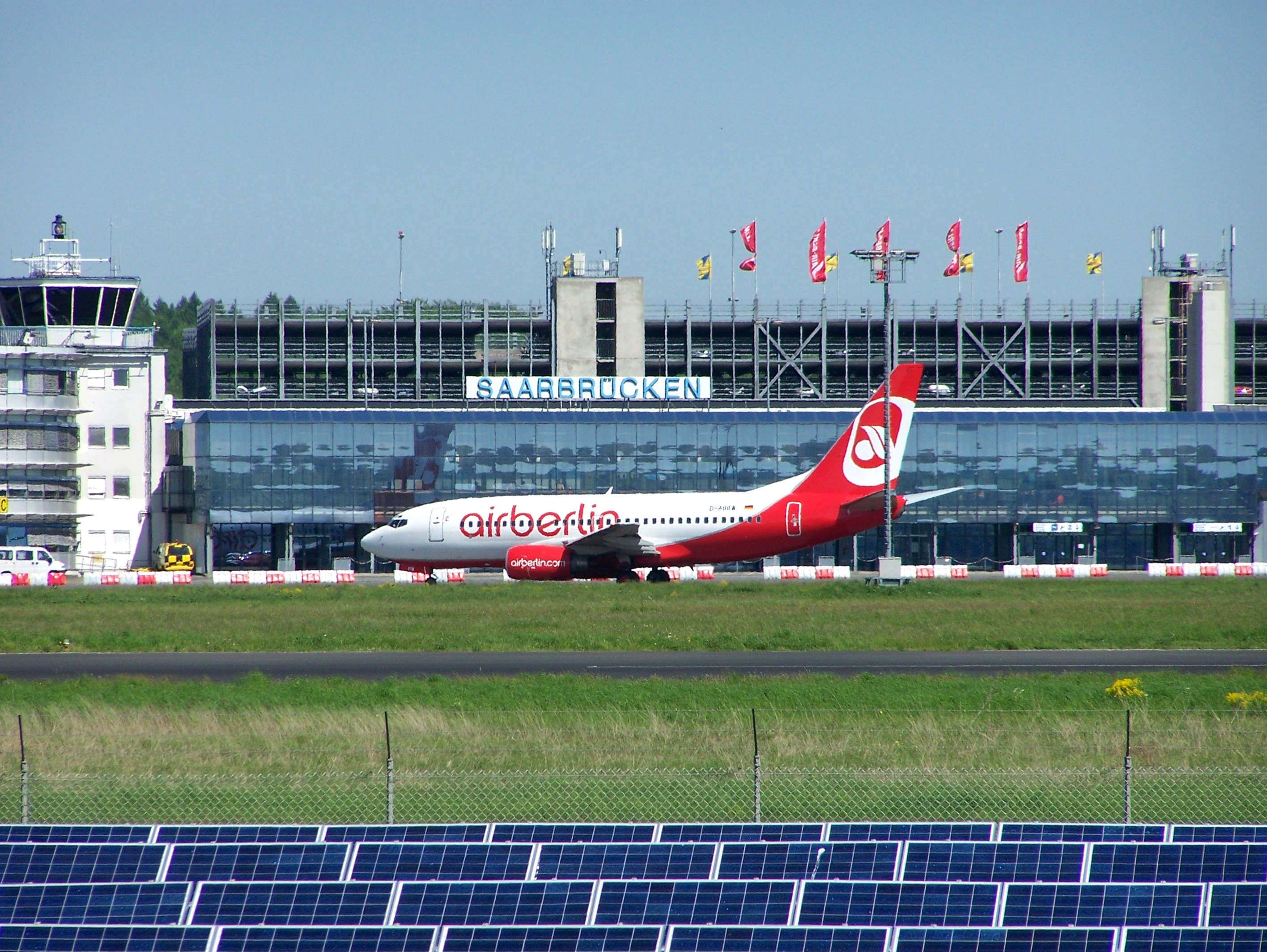
L'aéroport de Sarrebruck.

L'aéroport de Sarrebruck est situé à environ 9 km du centre-ville.
L'aéroport propose des vols réguliers vers Berlin-Tegel, Göteborg, Hambourg, Helsinki, Copenhague, Luxembourg, Mannheim, Moscou, Munich, Palma de Mallorca, St. Petersbourg, Stockholm, Sylt, Usedom, Zürich et les États-Unis (via Düsseldorf) ainsi que des charters vers l'Espagne, la Grèce, la Turquie, la Bulgarie, la Tunisie et le Portugal.
Le trafic aérien ne cesse d'augmenter et ce malgré l'arrivée du TGV-est européen. Avant la disparition de la compagnie à bas prix Air Berlin, l'aéroport de la ville de Sarrebruck avait dépassé les 500 000 voyageurs par an.

### Réseau ferroviaire

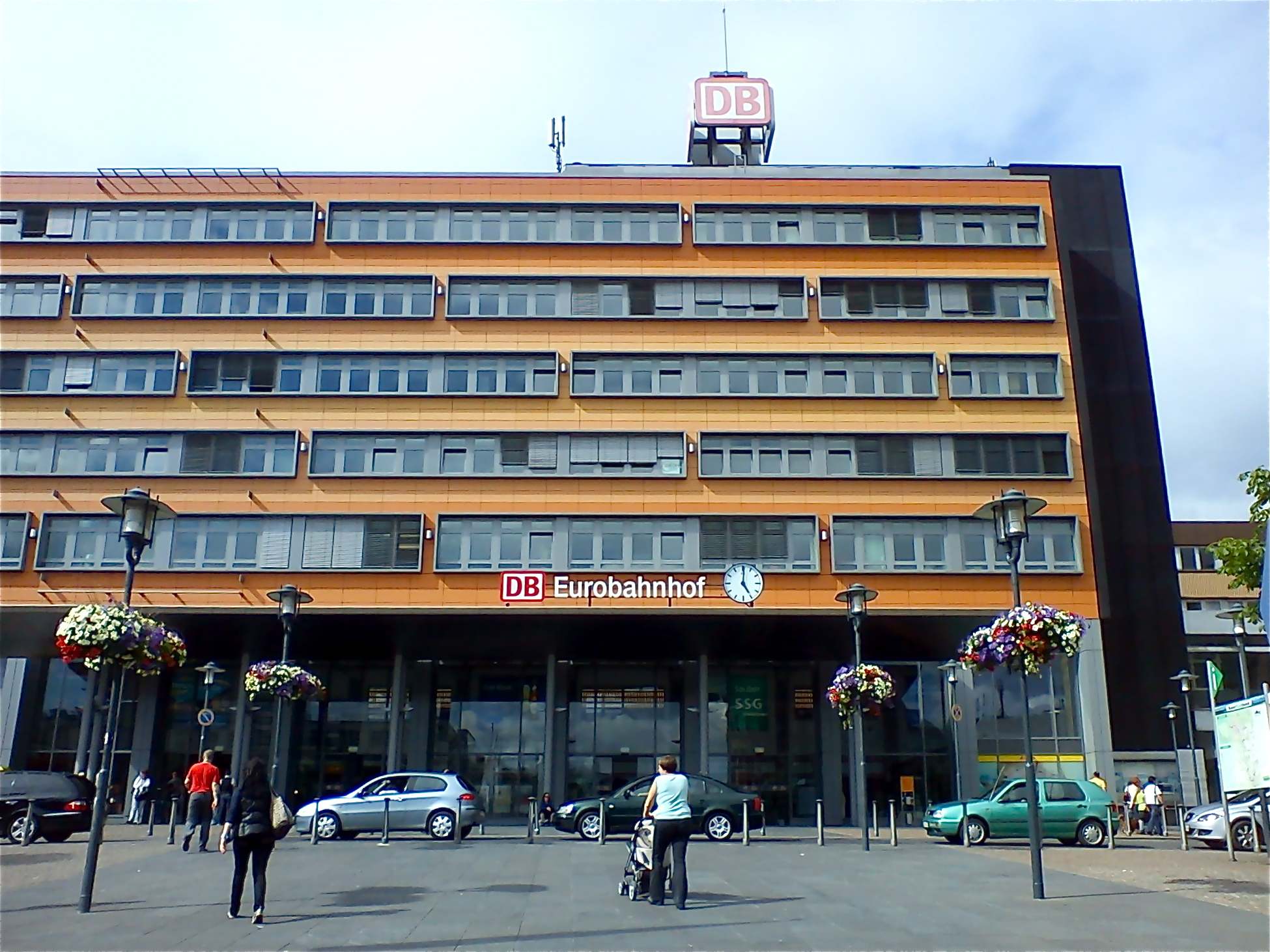
Gare Centrale.

La gare centrale a été mise en service en 1852 et est la plus grande gare de la Sarre et sa capitale Sarrebruck. Elle est située près du centre-ville.

#### TGV / ICE / Intercités / EuroCity
Sarrebruck est située sur la ligne TGV / ICE Paris - Francfort, à 1 h 50 min de Paris-Est et à 2 h de la gare centrale de Francfort. Sarrebruck est reliée au réseau à grande vitesse allemand avec des ICE, des Intercités ou des EuroCity au départ de Sarrebruck à destination de Mannheim, Francfort, Dresde, Brême, Stuttgart, Munich, Salzbourg et Paris.

#### Réseau régional
Le réseau régional relie Sarrebruck à Trèves et à la Rhénanie / Westphalie (Coblence, Bonn, Cologne) et au Palatinat (Kaiserslautern). Le chemin de fer de la vallée de la Nahe fait partie du corridor de transport régional important entre les deux villes principales de Mayence et de Sarrebruck. Sarrebruck est également reliée au réseau régional TER Grand Est (Sarrebruck - Metz et Sarrebruck - Strasbourg).

### Transports en commun

Logo du Saarbahn.

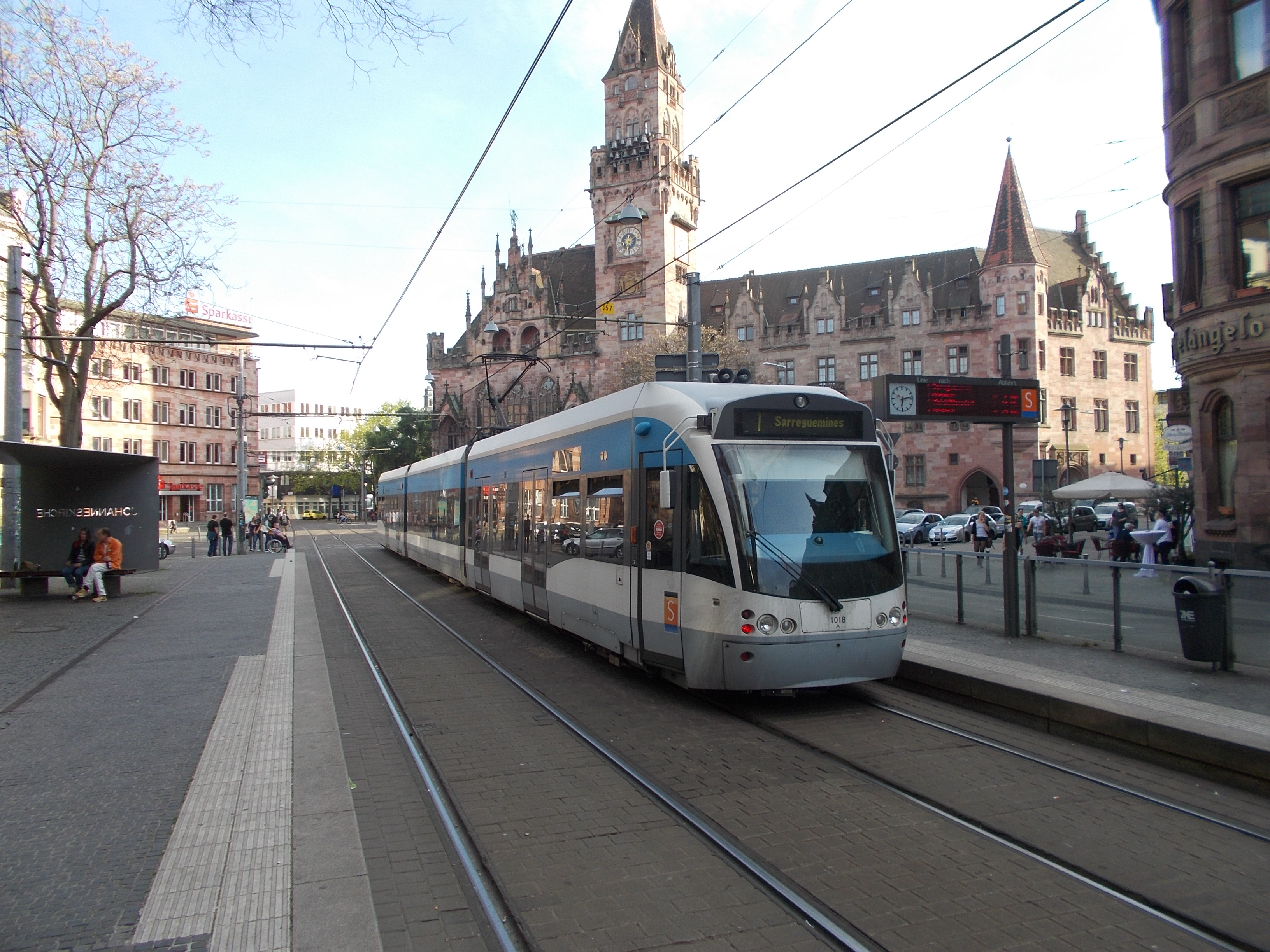
Le tram-train de Sarrebruck.

Les transports en commun sont gérés par une société privée sous contrat.

#### La Saarbahn
La Saarbahn est un tram-train transfrontalier. Elle relie Lebach (Sarre), à Sarreguemines (Grand Est). Il a un réseau long de 43,6 km avec une section urbaine à Sarrebruck.

#### Lignes de bus
La ville de Sarrebruck est desservie par plus de lignes de bus organisées par le Saarbahn. Les lignes couvrent la communauté urbaine y compris la ville de Forbach.

### Réseau fluvial
La Sarre traverse Sarrebruck, elle se jette dans la Moselle à Konz, près de Trêves. La Moselle se jette quant à elle dans le Rhin à Coblence. La ville de Sarrebruck a donc eu un réel intérêt pour l'industrie, notamment pour sa proximité avec le Rhin (Cologne, Duisbourg, Rotterdam), mais également du bassin de la Ruhr, et du canal Rhin-Main-Danube vers l'Europe de l'est. Sarrebruck est reliée au port de Sarrelouis qui est le huitième port fluvial allemand et qui sert à l'ensemble de la Sarre.

### Réseau cyclable
Sarrebruck possède un réseau de pistes cyclables sur ses principales artères et le long de la Sarre. Le réseau est relié à celui de la Moselle. Au total, la ville compte 65 km de pistes cyclables.

## Enseignement

### Universités et écoles supérieures

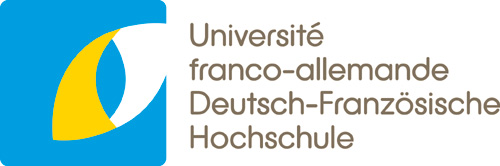
Logo de l'université franco-allemande.

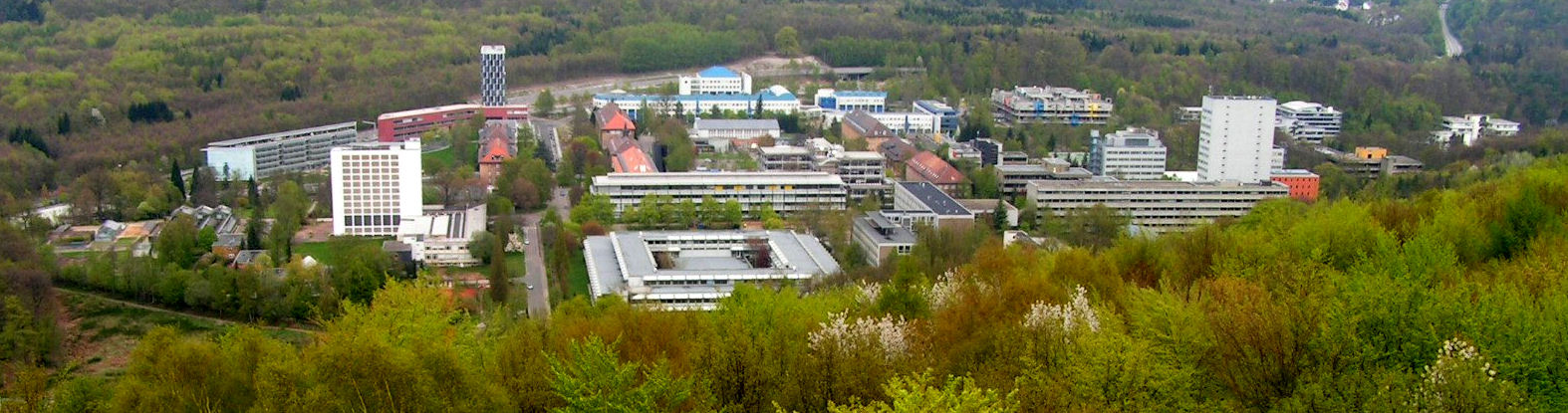
Le campus de l'université de la Sarre.

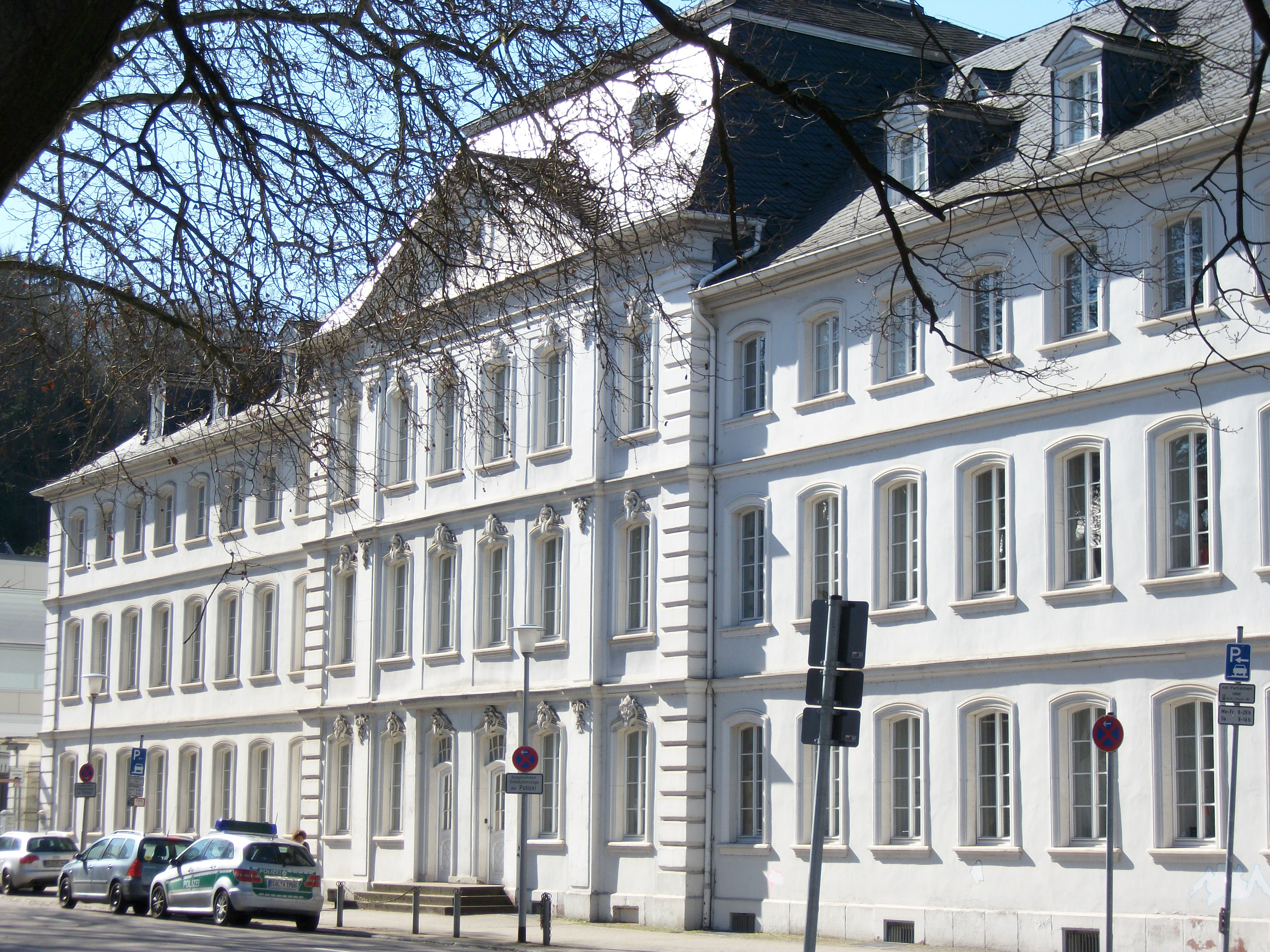
L'École supérieure des beaux-arts.

- Université de la Sarre (Universität des Saarlandes) fondée en 1948 par l'administration militaire française, avec le Centre juridique franco-allemand.
- École supérieure des beaux-arts de la Sarre (Hochschule der Bildenden Künste Saar) fondés en 1989. Remplace l'institution similaire fondée en 1924, puis sa remplaçante fondée en 1946.
- Hochschule für Technik und Wirtschaft des Saarlandes, école d'ingénieur pluridisciplinaire fondée en 1971 (fusion de plusieurs écoles).
- Université franco-allemande fondée en 1999 délivrant un diplôme reconnu dans les 2 pays.
- École Supérieure de Musique de la Sarre (Hochschule für Musik Saar) fondée en 1947.
- Fachhochschule für Verwaltung des Saarlandes (FHSV), École Supérieure d'Administration de la Sarre.
- Katholische Hochschule für Soziale Arbeit, École Supérieure Catholique Sociale fondée en 1971 par l'Évêché de Trêves.
- INM Leibniz-Institut für Neue Materialien, Institut INM Leibniz pour les nouveaux matériaux fondé en 1987.
- Institut Max-Planck d'informatique (institut de la Société Max-Planck), fondé en 1990.
- Max-Planck-Institut für Softwaresysteme (institut de la Société Max-Planck), spécialisé en recherche logicielle, fondé en 2004.
- Fraunhofer-Institut für Zerstörungsfreie Prüfverfahren, Institut Fraunhofer pour les essais non destructifs.
- Deutsches Forschungszentrum für Künstliche Intelligenz, centre allemand de recherche sur l'intelligence artificielle.
- Korean Institute of Science and Technology, Institut coréen de science et technologie fondé en 1996.
- Arbeitsstelle für Österreichische Literatur und Kultur/Robert-Musil-Forschung, centre de recherche sur la littérature autrichienne.

## Sport

### Généralités

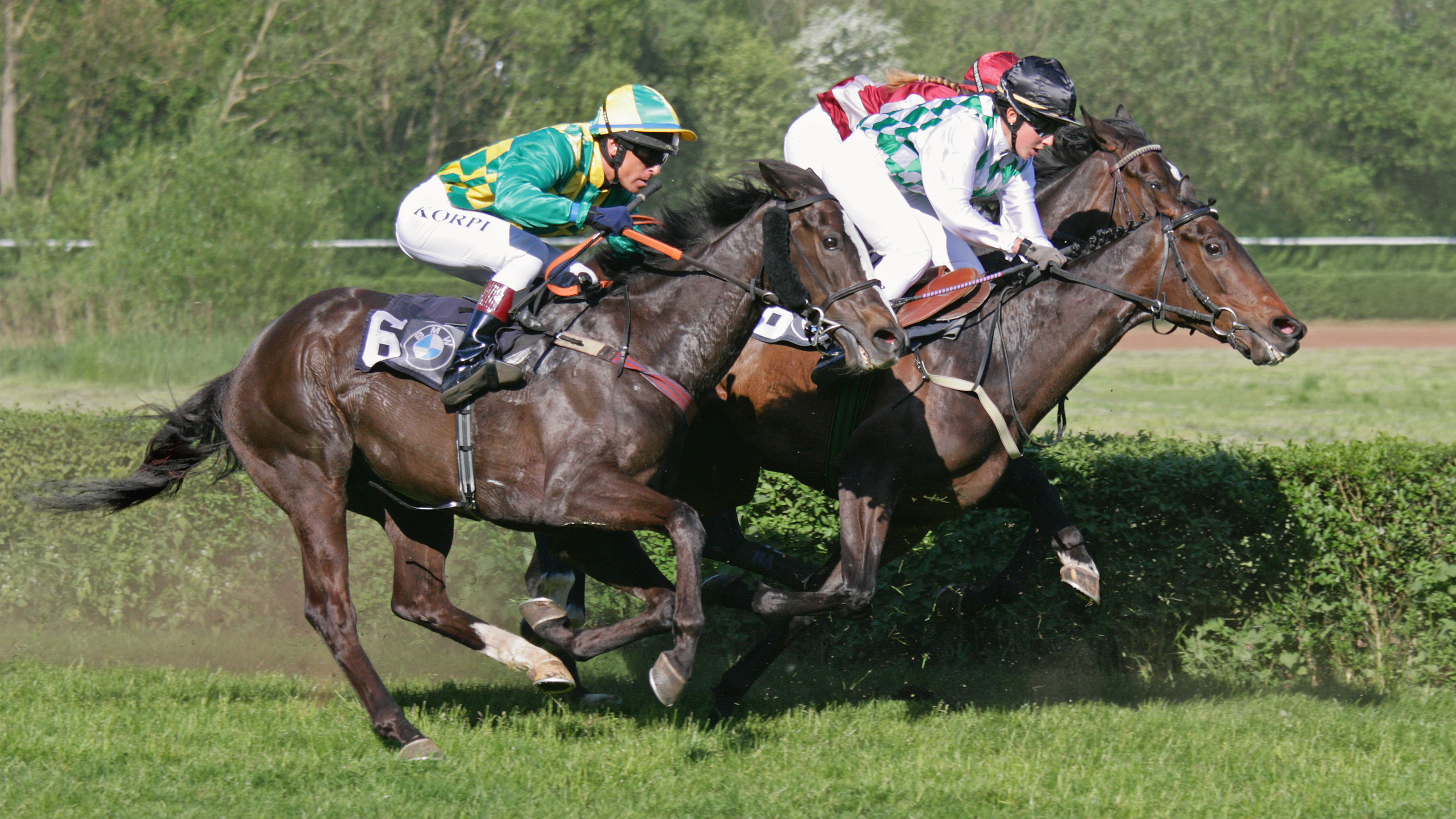
Hippodrome de Sarrebruck.

Avec plus de 56 780 licenciés (soit près de 30 % de la population) répartis dans 280 clubs, Sarrebruck est une ville résolument tournée vers le sport et dotée d'un équipement de qualité.
La ville abrite une centaine de gymnases et 60 stades, 8 piscines, 143 courts de tennis, 7 centres équestres, 12 clubs de tir, une patinoire et un hippodrome. Plusieurs golfs (celui de Sarreguemines étant le plus proche) sont à quelques minutes de voiture du centre. La présence de la Sarre permet le yachting, le canoë-kayak et l'aviron.

### Principaux clubs
Le 1.FC Sarrebruck, club de football fondé en 1903, joue au stade du Ludwigspark et connait des succès très variés. Deux fois vice-champion d'Allemagne en 1943 et 1952 ainsi que champion inofficiel de la D2 française en 1949, ce club évolue en 2010 en troisième ligue (3. Liga). Il a été membre fondateur du Championnat d'Allemagne de football en 1963/64 et y a joué de 1976 à 1978, en 1985/86 et en 1992/93. Le club a été la première équipe allemande à battre une équipe italienne à domicile en compétition européenne, étant alors opposé à l'AC Milan (3:4 au match aller à San Siro en Coupe des Champions en 1955, match retour perdu 1:4). Ont porté le maillot du FC Sarrebruck, entre autres les internationaux allemands Andreas Brehme, Felix Magath, Bernd Förster, Dieter Müller, Wolfgang Seel et Wolfram Wuttke ainsi que l'international ghanéen Anthony Yeboah, l'international américain Eric Wynalda et l'international marocain Mustapha Hadji. L'équipe féminine évolue, elle, à nouveau depuis 2009 en première ligue.
En tennis de table, le FC Sarrebruck à remporté à trois reprises la Ligue des champions, en 2023, 2024 et 2025. 
L'ATSV Sarrebruck avait, elle, été championne d'Allemagne à plusieurs reprises dans les années 1980.
En badminton, le 1. BC Bischmisheim est actuellement champion d'Allemagne. La Badminton World Federation a un de ses trois centres d'entrainement à Sarrebruck.
En football américain, les Saarland Hurricanes évoluent depuis 2000 en première ligue de la GFL.
Sarrebruck a également une équipe de baseball et de softball depuis 1995, les Saarbrücken Blues.
En rugby à XV, il existe le Stade Sarrois, qui évolue dans la Quatrième Série Alsace-Lorraine en France.

### Événements sportifs
Sarrebruck accueille plusieurs événements sportifs tout au long de l'année, dont un open international de badminton, un open de handball, un open de beachvolley et le marathon Peugeot.
Enfin, Sarrebruck a été traversée plusieurs fois par le Tour de France (Sarrebruck était ville étape en 2002).

## Personnalités liées à la ville
- Élisabeth de Lorraine (1395-1456), duchesse de Nassau-Sarrebruck, elle contribua à l'essor du roman en prose allemande.
- Jérôme Bock Hieronymus Bock (1498-1554), considéré comme l'un des pères allemands de la botanique, il travailla pour le comte Philippe II de Sarrebruck en 1550.
- Frédéric-Joachim Stengel (1694-1787), architecte du prince Guillaume Henri de Nassau-Sarrebruck (il a dessiné de nombreux quartiers : quartier autour de la Ludwigskirche, St. Johanner Markt).
- Johann Friedrich Dryander (1756-1812), né et mort à Saint-Jean-lès-Sarrebruck, peintre.
- Julien Charles Louis Rheinwald (1760-1810), général des armées de la République française et de l'Empire, né dans la paroisse de Saint-Johann.
- Gustav Bruch (1822-1899), homme politique et propriétaire de brasserie, né et mort à Sarrebruck-St. Johann.
- Carl Ferdinand von Stumm-Halberg (1836-1901), industriel sarrebruckois. L'usine qui porte son nom existe toujours et reste un des premiers employeurs de la ville.
- Angela Braun-Stratmann (1892-1966), femme politique du SPD et journaliste, y a vécu
- Karl Ristenpart (1900-1967), chef d'orchestre allemand.
- Max Ophüls (1902-1957), cinéaste français d'origine allemande né à Sarrebruck.
- Otto Steinert (1915 - 1978), photographe, né à Sarrebruck.
- Willi Graf (1918-1943), membre de la Rose blanche.
- Frédéric Back, artiste canadien (né en 1924 dans le quartier de Sankt Arnual à Sarrebruck, et décédé le 24 décembre 2013, à Montréal, Canada), artiste peintre, illustrateur, muraliste et réalisateur de films d'animation, de renommée internationale, surtout connu pour ses deux Oscars (1982, 1988) et pour son film L'Homme qui plantait des arbres.
- Tzvi Avni (né en 1927), compositeur israélien né à Sarrebruck.
- Ingrid Caven (née en 1938), actrice et chanteuse allemande née à Sarrebruck.
- Oskar Lafontaine (né en 1943), ancien maire de Sarrebruck, ancien ministre-président du land de Sarre, candidat à la chancellerie contre Helmut Kohl, ancien ministre de l'économie.
- Margit Otto-Crépin (1945-2020), cavalière franco-allemande, vice-championne olympique.
- Christiaan Tonnis (né le 5 juin 1956 à Sarrebruck), peintre, dessinateur et artiste vidéo.
- Sandra Ann Lauer, plus connue sous le prénom Sandra (née en 1962), chanteuse allemande née à Sarrebruck.
- Nicole Hohloch (née en 1964), chanteuse allemande née à Sarrebruck, elle remporte l'Eurovision en 1982.
- Patricia Kaas (née en 1966), chanteuse française qui a fait ses débuts à Sarrebruck, dans un cabaret en 1979.
- Jonas Hector (né en 1990), footballeur international allemand né à Sarrebruck.
- Le groupe de musique électronique Reaktor est originaire de la ville.
- Le groupe de power metal Powerwolf est originaire de la ville.
- Susan Ebrahimi, chanteuse, née à Sarrebruck.